# Péronne (Somme)
Pour les articles homonymes, voir Péronne.
Cet article possède un paronyme, voir Vérone.
Péronne est une commune française du département de la Somme, en région Hauts-de-France.
Sous-préfecture au nord-est du département, elle est aussi le siège de la communauté de communes de la Haute Somme.

## Géographie

### Localisation
Péronne est située dans le Santerre, à la limite entre le Vermandois (à l'est de Péronne) et l'Amiénois (à l'ouest de la ville). Elle est traversée par le fleuve côtier Somme qui y forme des étangs naturels entourant le centre-ville. Le cœur historique se situe sur une petite colline dominant le reste du paysage.

#### Communes limitrophes
Les communes limitrophes sont Allaines, Barleux, Biaches, Brie, Bussu, Cléry-sur-Somme, Doingt, Éterpigny et Mesnil-Bruntel.
|         | Allaines  | Bussu  |
| Biaches | Péronne   | Doingt |
| Barleux | Éterpigny |        |

### Géologie et relief
La superficie de la commune est de 1 416 hectares ; son altitude varie de 47 à 117 mètres.
Le sol et le sous-sol de la commune sont formés par des terrains du crétacé, de lits de silex pyromaque et de pyrites de fer sulfurée. Les terrains tertiaires sont formés d'argile à lignites reposant sur les sables de Bracheux. Les terrains quaternaires sont formés de diluvium et de tourbe.
Située dans la vallée de la Somme, la ville de Péronne est entourée de collines qui descendent en pente douce vers la Somme au sud et au sud-ouest, ou vers son affluent la Cologne au sud-est et à l’est, ou encore vers son autre affluent la Tortille (parallèle au canal du Nord depuis 1965) à l’ouest et au nord-ouest. Au nord-ouest de la ville, les collines de Picardie confinent aux collines de l'Artois.

### Hydrographie

Péronne à l'est du confluent de la Tortille et au confluent de la Cologne et de la Somme au nord-est du bassin de la Somme.

Péronne est traversée, dans sa partie sud, par le fleuve côtier Somme, et se situe à 48 m au-dessus du niveau de la mer, au bord du fleuve, mais à 54 m au centre ville près de la mairie. On compte dans la commune un certain nombre de sources. La nappe phréatique se trouve à une trentaine de mètres en dessous du niveau du sol.
Péronne est située au confluent de la Somme et de la Cologne, affluent de rive droite qui vient de l’est.
Un tronçon de 20 km du canal de la Somme au sud de Péronne, venant de Voyennes, a été élargi et intégré dans le canal du Nord au gabarit supérieur, qui permet le passage de péniches de 900 tonnes ; ce tronçon a été ouvert en 1965. Après avoir enveloppé le sud de Péronne, le canal du Nord se sépare du canal de la Somme à l’ouest du hameau de Halles — au sud de la confluence de la Tortille et de la Somme — et son parcours vers le nord se poursuit, d’abord sur une quinzaine de kilomètres en suivant la vallée de la Tortille, jusqu'à Arleux sur le canal Dunkerque-Escaut ; après ce parcours en commun avec le canal du Nord entre Voyennes et Péronne, le fleuve Somme et son canal poursuivent quant à eux leur cours, après Péronne, vers l’ouest en direction de la Manche.

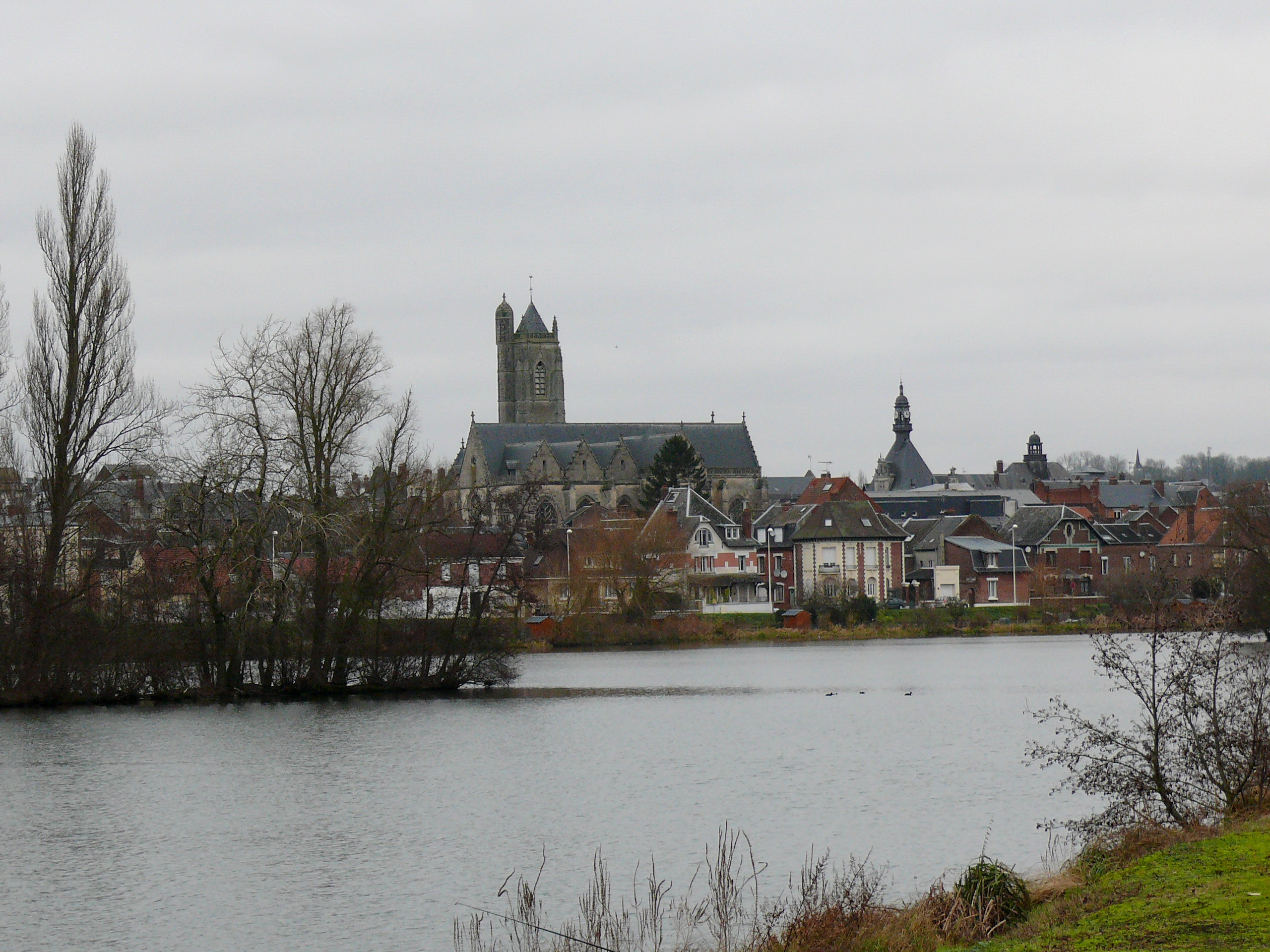
Péronne vue depuis le débouché de la Cologne dans la Somme (vue depuis l’est).
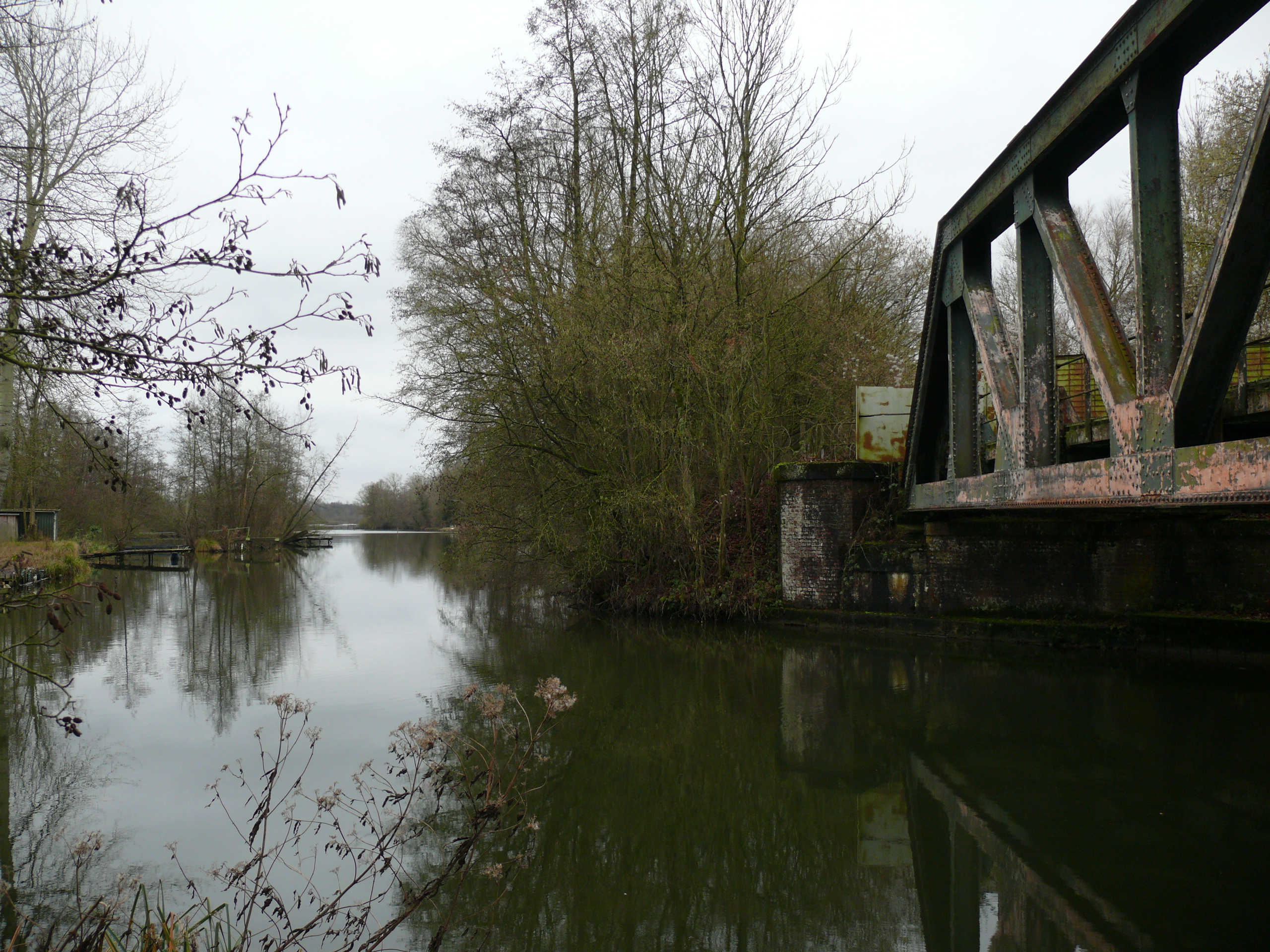
La Somme et le pont de l'ancienne ligne de Saint-Just-en-Chaussée à Douai.

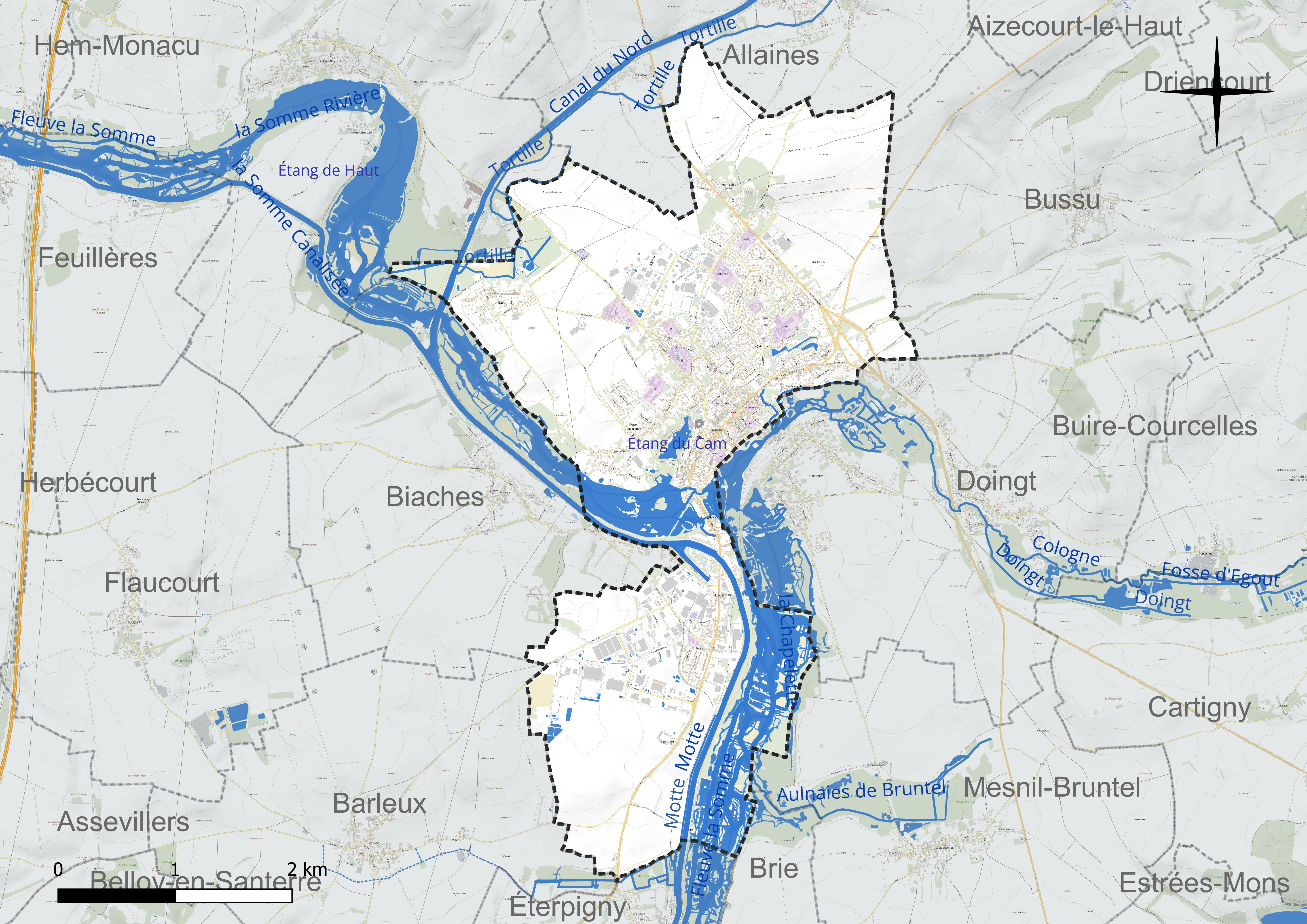
Réseau hydrographique de Péronne.

### Climat
Pour des articles plus généraux, voir Climat des Hauts-de-France et Climat de la Somme.
En 2010, le climat de la commune est de type climat océanique dégradé des plaines du Centre et du Nord, selon une étude du CNRS s'appuyant sur une série de données couvrant la période 1971-2000. En 2020, Météo-France publie une typologie des climats de la France métropolitaine dans laquelle la commune est exposée à un climat océanique et est dans la région climatique Nord-est du bassin Parisien, caractérisée par un ensoleillement médiocre, une pluviométrie moyenne régulièrement répartie au cours de l’année et un hiver froid (3 °C).
Pour la période 1971-2000, la température annuelle moyenne est de 10,6 °C, avec une amplitude thermique annuelle de 14,6 °C. Le cumul annuel moyen de précipitations est de 692 mm, avec 11,7 jours de précipitations en janvier et 8,8 jours en juillet. Pour la période 1991-2020, la température moyenne annuelle observée sur la station météorologique la plus proche, située sur la commune d'Estrées-Mons à 8 km à vol d'oiseau, est de 11,0 °C et le cumul annuel moyen de précipitations est de 647,5 mm,. Pour l'avenir, les paramètres climatiques de la commune estimés pour 2050 selon différents scénarios d'émission de gaz à effet de serre sont consultables sur un site dédié publié par Météo-France en novembre 2022.

### Paysages
Le paysage visible dans les environs proches de la ville est celui des marais de la Haute-Somme. Ces marécages déterminent des îlots transformés en hardines, lieux autrefois destinés à la culture maraichère.

## Urbanisme

### Typologie
Au 1er janvier 2024, Péronne est catégorisée petite ville, selon la nouvelle grille communale de densité à sept niveaux définie par l'Insee en 2022.
Elle appartient à l'unité urbaine de Péronne, une agglomération intra-départementale regroupant trois  communes, dont elle est ville-centre,,. Par ailleurs la commune fait partie de l'aire d'attraction de Péronne, dont elle est la commune-centre,. Cette aire, qui regroupe 52 communes, est catégorisée dans les aires de moins de 50 000 habitants,.

### Occupation des sols

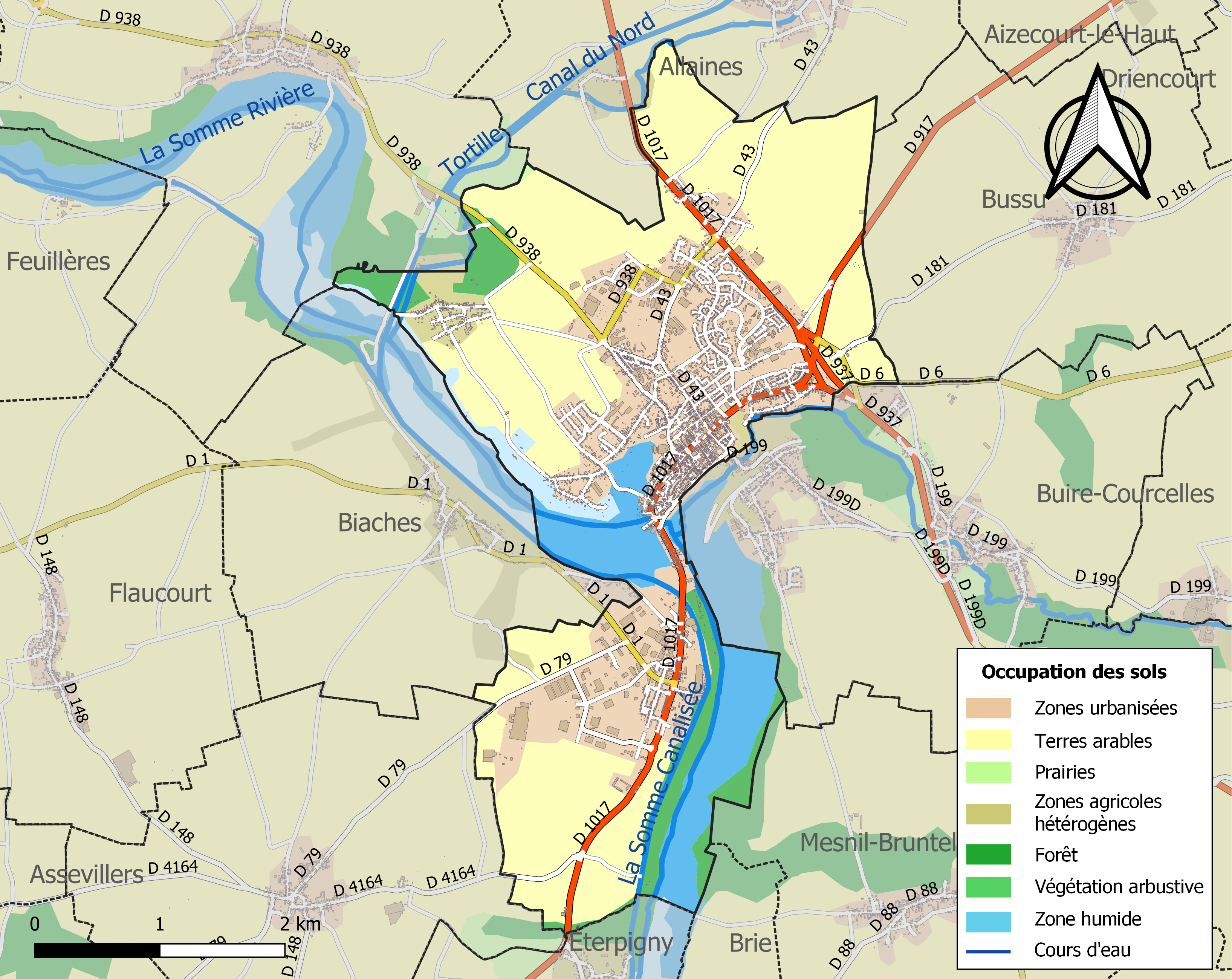
Carte des infrastructures et de l'occupation des sols de la commune en 2018 (CLC).

L'occupation des sols de la commune, telle qu'elle ressort de la base de données européenne d’occupation biophysique des sols Corine Land Cover (CLC), est marquée par l'importance des territoires agricoles (48,1 % en 2018), en diminution par rapport à 1990 (56 %). La répartition détaillée en 2018 est la suivante : 
terres arables (45,3 %), zones urbanisées (21,1 %), zones industrielles ou commerciales et réseaux de communication (12,5 %), eaux continentales (9,3 %), forêts (6,8 %), zones agricoles hétérogènes (2,6 %), zones humides intérieures (2,2 %), prairies (0,1 %). L'évolution de l’occupation des sols de la commune et de ses infrastructures peut être observée sur les différentes représentations cartographiques du territoire : la carte de Cassini (XVIIIe siècle), la carte d'état-major (1820-1866) et les cartes ou photos aériennes de l'IGN pour la période actuelle (1950 à aujourd'hui).

### Morphologie urbaine
La ville de Péronne s'est construite au pied du château-fort, sur les terrains marécageux qui bordent la Somme et la Cologne. L'artère principale qui concentre l'essentiel du commerce de détail et de l'activité bancaire est l'ancienne route nationale de Paris à Lille (RN 17).
De nouveaux quartiers se sont développés, au nord à Mont-Saint-Quentin, et au sud à La Chapelette.

### Habitat et logement
En 2018, le nombre total de logements dans la commune était de 4 103, alors qu'il était de 3 989 en 2013 et de 3 905 en 2008.
Parmi ces logements, 84,1 % étaient des résidences principales, 1,7 % des résidences secondaires et 14,2 % des logements vacants. Ces logements étaient pour 59,7 % d'entre eux des maisons individuelles et pour 40,1 % des appartements.
Le tableau ci-dessous présente la typologie des logements à Péronne en 2018 en comparaison avec celle de la Somme et de la France entière. Une caractéristique marquante du parc de logements est ainsi une proportion de résidences secondaires et logements occasionnels (1,7 %) inférieure à celle du département (8,3 %) et à celle de la France entière (9,7 %). Concernant le statut d'occupation de ces logements, 44,6 % des habitants de la commune sont propriétaires de leur logement (45,3 % en 2013), contre 60,3 % pour la Somme et 57,5 % pour la France entière.
| Typologie                                               | Péronne | Somme | France entière |
| ------------------------------------------------------- | ------- | ----- | -------------- |
| Résidences principales (en %)                           | 84,1    | 83,3  | 82,1           |
| Résidences secondaires et logements occasionnels (en %) | 1,7     | 8,3   | 9,7            |
| Logements vacants (en %)                                | 14,2    | 8,4   | 8,2            |

### Voies de communication et transports
La commune est desservie par les autoroutes A1 (Paris - Lille) et A29 (Amiens - Saint-Quentin), et se trouve sur la nationale 17.
Jusqu'en 1970, la gare de Péronne - Flamicourt était desservie par l'express Paris - Cambrai - Valenciennes, via Montdidier, et les autorails Compiègne - Cambrai. La ligne fermée, plus aucun train ne dessert la commune, les autocars de substitution assurant depuis un service beaucoup plus lent et moins performant. La création de la proche gare TGV Haute-Picardie a suscité des espoirs, mais la suppression de la seule liaison directe TGV avec Paris, jugée non rentable, les a déçus. Pénalisée par cet enclavement, la commune de Péronne a subi de plein fouet la désindustrialisation qui entraîne le déclin démographique. Cependant, ses activités de services commerciaux, scolaires et administratifs lui permettent de garder un certain dynamisme, stimulé par le développement du tourisme, avec l'ouverture en 1992 de l'Historial de la Grande Guerre.
Transports en commun routiers : la localité est desservie par les autocars du réseau inter-urbain Trans'80, chaque jour de la semaine, sauf le dimanche et les jours fériés (lignes no 38 (Albert - Bray-sur-Somme - Péronne), no 39, no 44, no 46, no 47, no 48, no 49, no 54 (Lesbœufs - Péronne), no 59 (Harbonnières - Péronne). Une ligne de bus urbain circule entre les différents pôles d'attraction de la commune sous le nom de Transport Urbain Péronnais.
Péronne, par ses activités économiques et ses fonctions administratives et de services, « polarise » un territoire qui réunit les cantons de Péronne, Roisel, Combles, le nord des cantons de Ham et de Nesle, l'est du canton de Bray-sur-Somme ainsi que le canton de Chaulnes, pour l'essentiel.

## Toponymie
C'est sous la plume de Venance Fortunat, dans la seconde moitié du VIe siècle, que le nom de Péronne apparaît pour la première fois sous la forme Perrunas en 585, dans la Vie de Sainte Radegonde. Évoquant le séjour de la reine des Francs, Radegonde, à Péronne, il écrivait : « Peronam urbem regiam ».
De l'anthroponyme Perros et du suffixe onna, « la source », d’origine gauloise. D'après Paul Decagny, Péronne pourrait venir d'une déformation du celtique piron (oie) signifiant « lieu désert où les oies sont communes », ce qui est corroboré par une ancienne appellation de Péronne : mons cygnorum (le mont des cygnes).

## Histoire
Incendiée, pillée lors des incursions des Vikings, gravement endommagée lors du siège des Espagnols, dévastée par les Allemands en 1870, totalement détruite en 1917 durant la Première Guerre mondiale, bombardée et incendiée en mai 1940 par l'aviation allemande durant la Seconde Guerre mondiale, Péronne porte en son blason deux Croix de guerre.

### Moyen Âge

#### Haut Moyen Âge

##### Période mérovingienne
Située sur une colline, presque totalement entourée par le fleuve Somme et ses étangs naturels, Péronne existe très probablement dès l'époque mérovingienne sous forme d'un castrum protégé par une simple palissade de bois. La première mention de Péronne en tant que ville royale Perunna Urbem Regiam est relevée au VIe siècle, dans un texte de Venance Fortunat, biographe de la reine Radegonde. Radegonde, princesse thuringienne, fut faite prisonnière avec son frère Hermanfield par Thierry Ier, roi de Metz et  Clotaire Ier, roi de Soissons. Le tirage au sort en fit la prisonnière de Clotaire. Elle fut conduite à la villa royale d'Athies, près de Péronne, dans le Vermandois. Clotaire décida d'épouser Radegonde. Celle-ci aurait tenté de s'enfuir, mais fut rattrapée dans les alentours de Péronne en un lieu nommé depuis Sainte-Radegonde.
On pense que l'extension de Péronne en tant que ville est liée à la présence à proximité de cette reine. Le culte de sainte Radegonde fut célébré à Péronne et dans les environs.

##### Période carolingienne
Aux alentours de l'an 890, le très riche et très étendu comté de Vermandois, offert par le roi des Francs à Herbert Ier, arrière-arrière-petit-fils de Charlemagne, voit le jour. Ce comté est l'un des plus grands à l'époque : il comprend notamment les villes de Saint-Quentin, Le Catelet, Saint-Simon, Ham, Péronne et Vermand, dont il tire son nom. Cette époque est celle des invasions des Vikings, conquérants venus de Scandinavie et qui suivent les côtes maritimes avant de remonter les fleuves pour dévaster un territoire. Péronne, avec sa situation particulière au cœur du fleuve Somme, va être pillée en bonne et due forme. Pour la défendre, Herbert Ier dote alors la ville de sa première vraie fortification en grès, dont l'emplacement est encore visible aujourd'hui en son centre.
Du Xe siècle, Péronne garde en mémoire deux personnages importants de l'histoire de France : Herbert II, fils de Herbert Ier, et l'un des deux plus puissants vassaux du roi des Francs ; et son roi et cousin Charles III, dit le Simple. Herbert II sait Charles III à l'origine de l'assassinat de son père. Lorsque ce dernier vient à Péronne chercher son soutien, il le fait prisonnier et l'enferme dans une tour du premier castrum. Charles III reste captif à Péronne jusqu'à sa mort en 929. Il est enterré dans la collégiale Saint-Fursy jusqu'à la destruction du bâtiment, juste après la Révolution. Une récente découverte d'ossements en 2003, sur l'emplacement de l'ancienne collégiale (actuel tribunal), a relancé l'hypothèse d'une présence de la dépouille du roi carolingien à Péronne. À ce jour, aucun élément scientifique ne vient étayer cette thèse.

#### Moyen Âge central
Pendant tout le Moyen Âge, Péronne est une ville de passage pour les voyageurs et commerçants de la Route des Flandres, et pour les pèlerins de la via Francigena (route reliant Cantorbéry en Angleterre à Rome en Italie). D'importants centres religieux se forment : collégiale Saint-Fursy, couvent des Minimes, couvent des Clarisses, etc. Ils permettent à la ville de développer ses activités commerciales.
Le traité de Péronne de 1200 est signé entre Philippe Auguste et Baudoin IX, comte de Flandre et de Hainaut, qui se reconnaît vassal du roi de France.
La ville est dotée d'un embryon d'organe municipal probablement dès le XIIe siècle. Personne ne sait de quand date exactement la charte communale originelle de Péronne. Philippe Auguste confirme nombre d'anciennes coutumes dans la charte de Péronne de 1209. En 2009, la ville a célébré par une grande fête médiévale les 800 ans de cette charte de Philippe Auguste.
C'est à Philippe Auguste également que l'on doit la construction du château fort vers 1204, sur un modèle typique de l'architecture philippienne.

#### Bas Moyen Âge
La seconde moitié du XVe siècle est marquée par les conflits opposant le roi de France Louis XI au puissant duc de Bourgogne Charles le Téméraire, souverain de fait de l'État bourguignon. Châtellenie appartenant au duc de Bourgogne depuis 1418, Péronne fait partie des villes de la Somme (avec Saint-Quentin, Corbie, Amiens, Doullens, Abbeville, Montreuil, Rue, Saint-Valery, Le Crotoy, Saint-Riquier, Roye, Montdidier, auxquelles il faut ajouter Crèvecœur-en-Cambrésis et Mortagne qui, elles, ne sont pas à proximité de l’actuel département de la Somme) que se disputèrent, de 1463 à 1477, Louis XI et Charles le Téméraire.

##### L'entrevue de Péronne entreLouisXIet Charles le Téméraire
À l'automne 1468, les émissaires du roi arrangent une entrevue avec Charles le Téméraire, duc de Bourgogne, son cousin, pour convenir des conditions d'un traité de paix entre les deux puissances (France et État bourguignon). La rencontre se fait à Péronne (« quartier général » bourguignon du moment) où Louis XI arrive le 9 octobre accompagné d'une petite centaine d'hommes (principalement des archers de sa garde écossaise).
Mais celui-ci commet l'« erreur » (le mot est de Commynes) de susciter dans le même temps, par ses agents, une révolte à Liège, qui est alors une seigneurie de fait du duc de Bourgogne et qui lui est indispensable puisqu'elle permet l'unification des « pays de par-deça » (ou Pays-Bas bourguignons) en un seul bloc géographique. Quand il apprend la nouvelle et la part que le roi de France y a prise, Bourgogne est saisi de colère devant la duplicité de celui qu'il accueille. Il fait fermer les portes du château de Péronne où séjourne Louis XI, et les portes de la ville elle-même. Voilà le roi pris au piège et à la merci de son « bouillant » cousin. En danger de mort, Louis XI se voit contraint de signer l'humiliant traité de Péronne et d'accompagner Charles le Téméraire dans son expédition punitive contre Liège pour y mater une rébellion que le roi avait lui-même fomentée en sous-main.

### Époque moderne

#### Le siège de 1536
En 1536, Henri III de Nassau-Breda commandant l'armée de Charles Quint assiège la ville du 14 août au 11 septembre. Malgré d'incessants bombardements et plusieurs assauts, la ville tient bon. Cet épisode glorieux de son histoire vaut à Péronne plusieurs privilèges de la part du roi François Ier, notamment celui de porter un « P » couronné sur son blason. Du siège de 1536 est née l'héroïne péronnaise Marie Fouré ou Catherine de Poix dont les actions et l'existence même sont encore aujourd'hui débattues par les historiens locaux.

#### Les traités de Péronne de 1641
En 1616, les habitants se soulèvent contre Concino Concini, marquis d'Ancre, nommé gouverneur de la ville par le jeune Louis XIII ; ils obtiennent gain de cause du roi après avoir dressé des barricades.

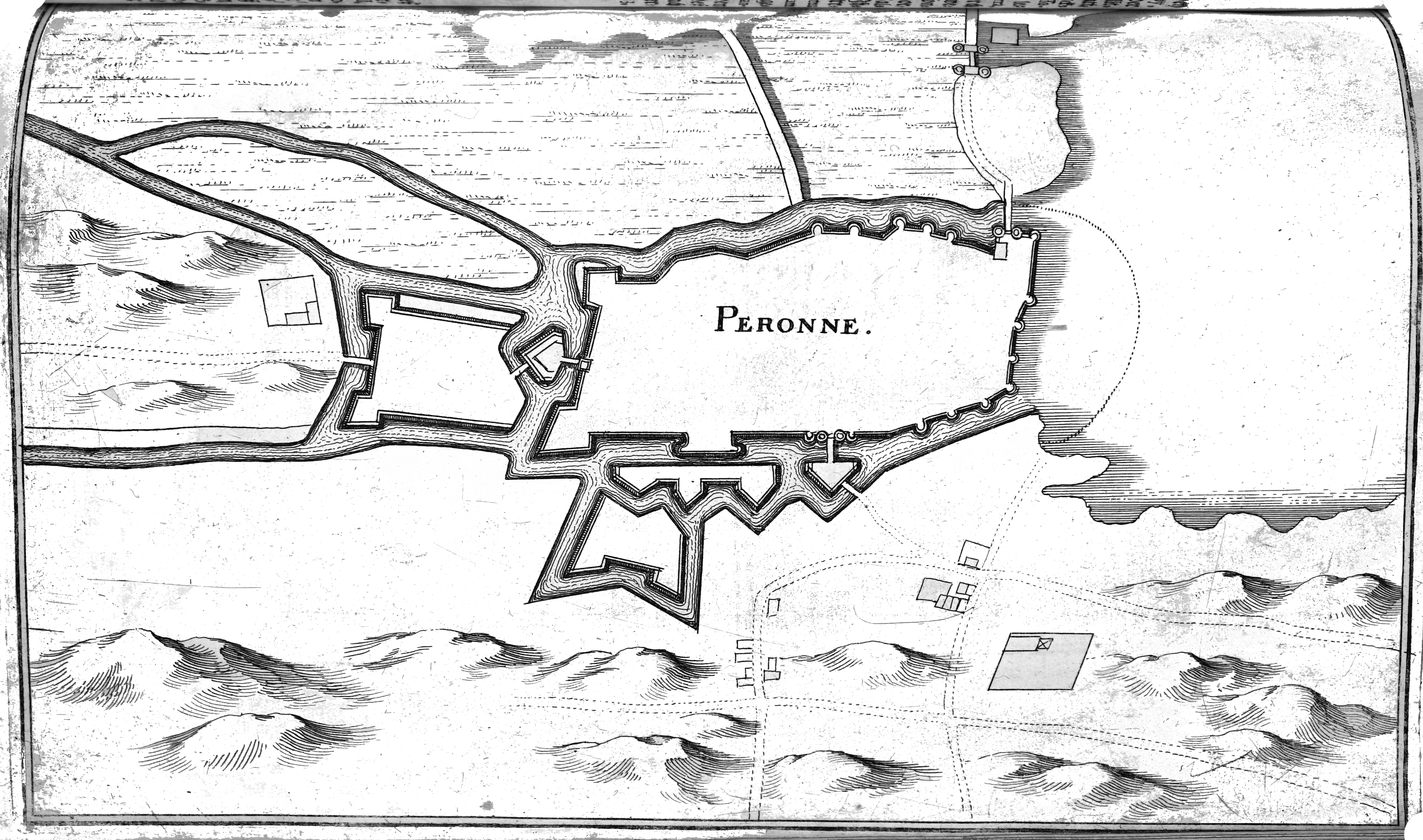
Péronne en 1856.

Par le traité de Péronne du 14 septembre 1641, la principauté de Monaco se détache du protectorat espagnol pour se placer dans la mouvance de la Couronne de France. Pendant près d'un mois de séjour à Péronne, Louis XIII et le cardinal de Richelieu ont le temps de formaliser ces accords avec Honoré II Grimaldi de Monaco.
Le traité de Péronne du 19 septembre 1641, signé entre le roi de France et les institutions catalanes reconnaît Louis XIII, qui s'engage à respecter les libertés catalanes, comme comte de Catalogne.
Pendant plusieurs siècles, Péronne est intimement liée à l'Histoire de France en tant que ville frontière sur la Somme, et donc place stratégique pour les monarques.
En 1656, Louis XIV remercie les Péronnais pour leur soutien durant la Fronde en leur offrant leur devise Urbs Nescia Vinci, qui apparaît pour la première fois sur des jetons frappés en or, en bronze et en argent, sur ordre du roi, par la Monnaie de Paris.

### Révolution française et Empire
En 1789, le bailliage de Péronne est le lieu d’élection des députés aux états généraux. Jean-Sifrein Maury abbé du prieuré de Lihons-en-Santerre est élu député du clergé, il devient l'un des chefs de file des adversaires de la Révolution.
Le 4 avril 1793, après la défection du général Dumouriez, la Convention nationale ordonne de rassembler à Péronne les éléments de l'Armée du Nord désorganisée.
Le 20 septembre 1793, le comte Henri de Saint-Simon se présente à la mairie de Péronne et déclare renoncer à son titre et à son patronyme. Il prend alors le nom d'Henri Bonhomme. Il reprend par la suite son nom d'origine et obtient une longue postérité en tant que penseur politique et social.

### Époque contemporaine

#### La Restauration
Le 26 juin 1815, à la fin de l'épopée napoléonienne, après une timide résistance, la garnison de Péronne se rend au général Wellington. Quelques jours plus tard, Louis XVIII et le tsar Alexandre Ier traversent la ville pour se rendre à Paris.

#### La deuxième moitié duXIXesiècle
Pendant  la guerre franco-allemande de 1870, du 28 décembre 1870 au 8 janvier 1871, l'armée prussienne assiège Péronne,. La ville, ayant subi un bombardement incessant, capitule le 9 janvier 1871 : plus de 600 immeubles sont détruits ou endommagés,.

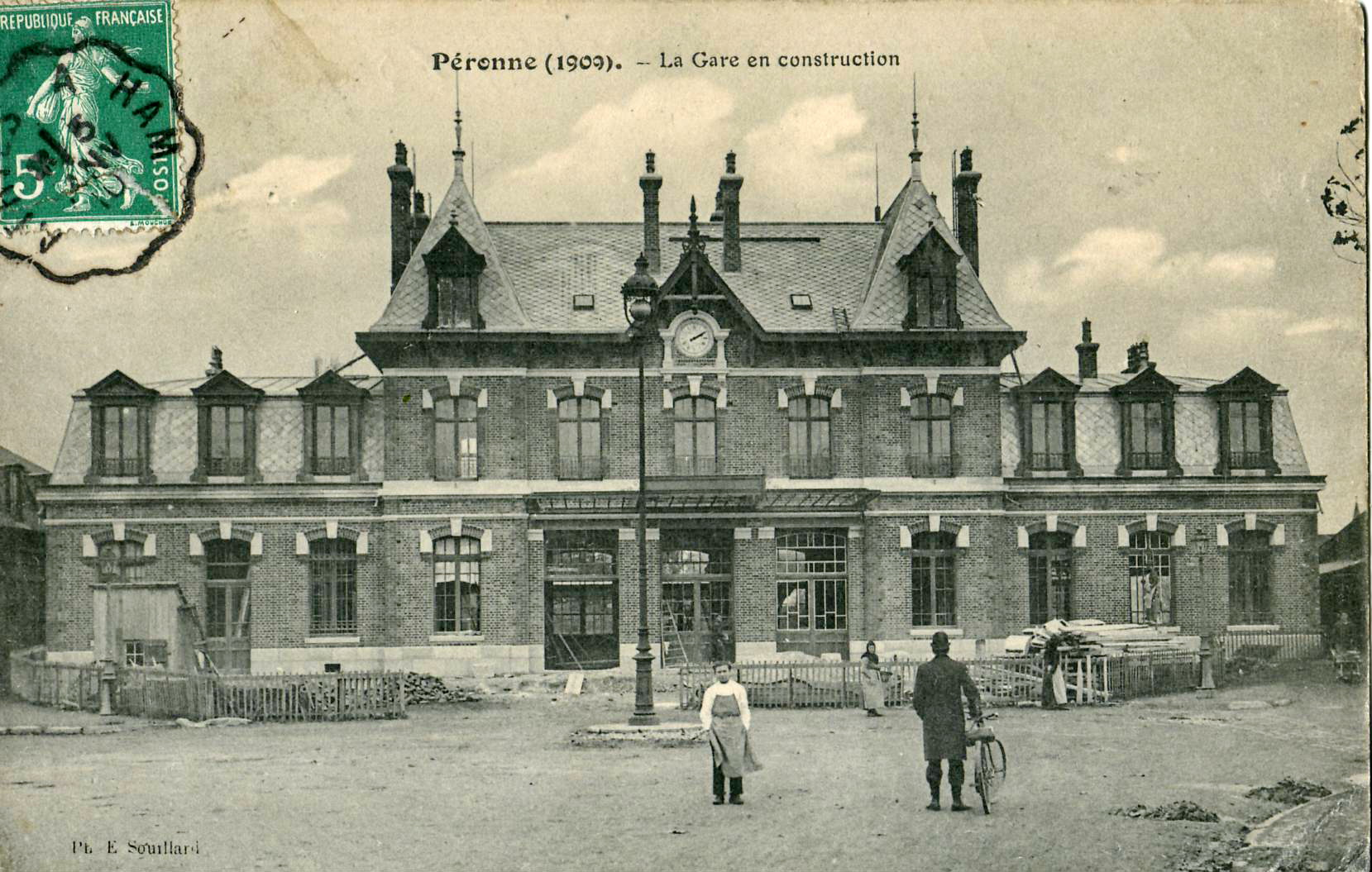
La gare de Péronne - Flamicourt, sur la ligne de Saint-Just-en-Chaussée à Douai, ouverte en 1873.

1873 est l'année d'arrivée du chemin de fer à Péronne (ligne de Saint-Just-en-Chaussée à Douai, perrmettant les liaisons avec Paris), avec la création de la gare de Péronne - Flamicourt, qui a fermé en 1970. Le nœud ferroviaire est renforcé avec la mise en service en 1889 de la ligne de chemin de fer secondaire à voie métrique d'Albert à Ham des chemins de fer départementaux de la Somme,.

#### Péronne auXXesiècle
Raymond Poincaré, Président de la République, en visite à Péronne remet à la ville la croix de la Légion d'honneur, le 12 juillet 1914, en reconnaissance des pertes subies au cours du siège de 1870-1871.
Première Guerre mondiale
Un peu plus d'un mois plus tard, le 28 août 1914, les Allemands investissent Péronne qu'ils sont forcés d'abandonner le 15 septembre après la bataille de la Marne. Ils la réoccupent à nouveau le 23 septembre et la conservent jusqu'en mars 1917 après le repli allemand sur la ligne Hindenburg. La ville est réoccupée par les Allemands de mars à août 1918. En 1918, la ville est anéantie. Le peintre François Flameng a fait de nombreux croquis et tableaux de la ville pendant la Grande Guerre.
La ville est considérée comme détruite à la fin de la guerre et a  été décoré de la croix de guerre 1914-1918, le 24 août 1919.

Péronne pendant la Première Guerre mondiale
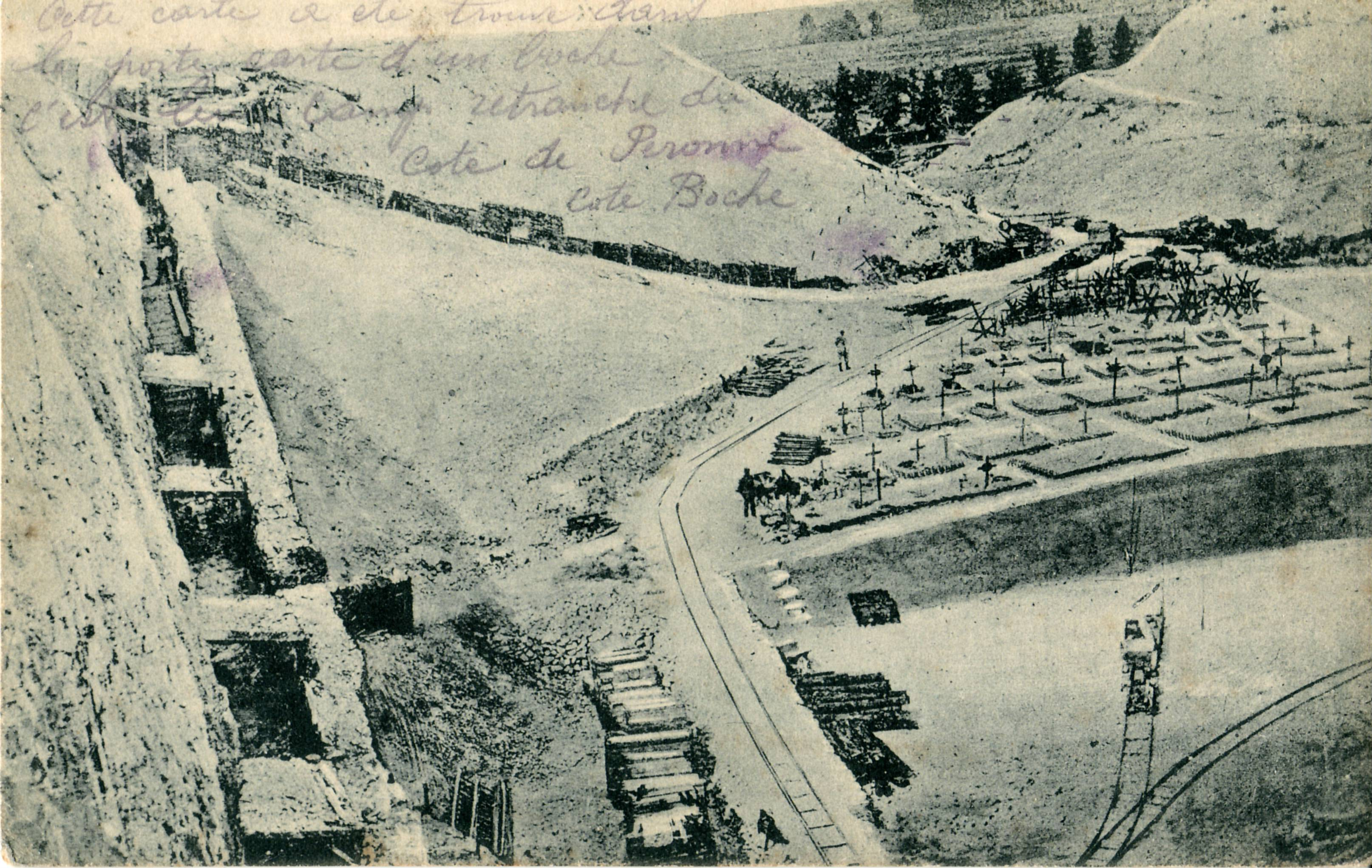
Un détail du camp retranché allemand de Péronne. On y distingue un réseau de voies du chemin de fer de campagne, l'équivalent allemand du système Péchot français, un cimetière.
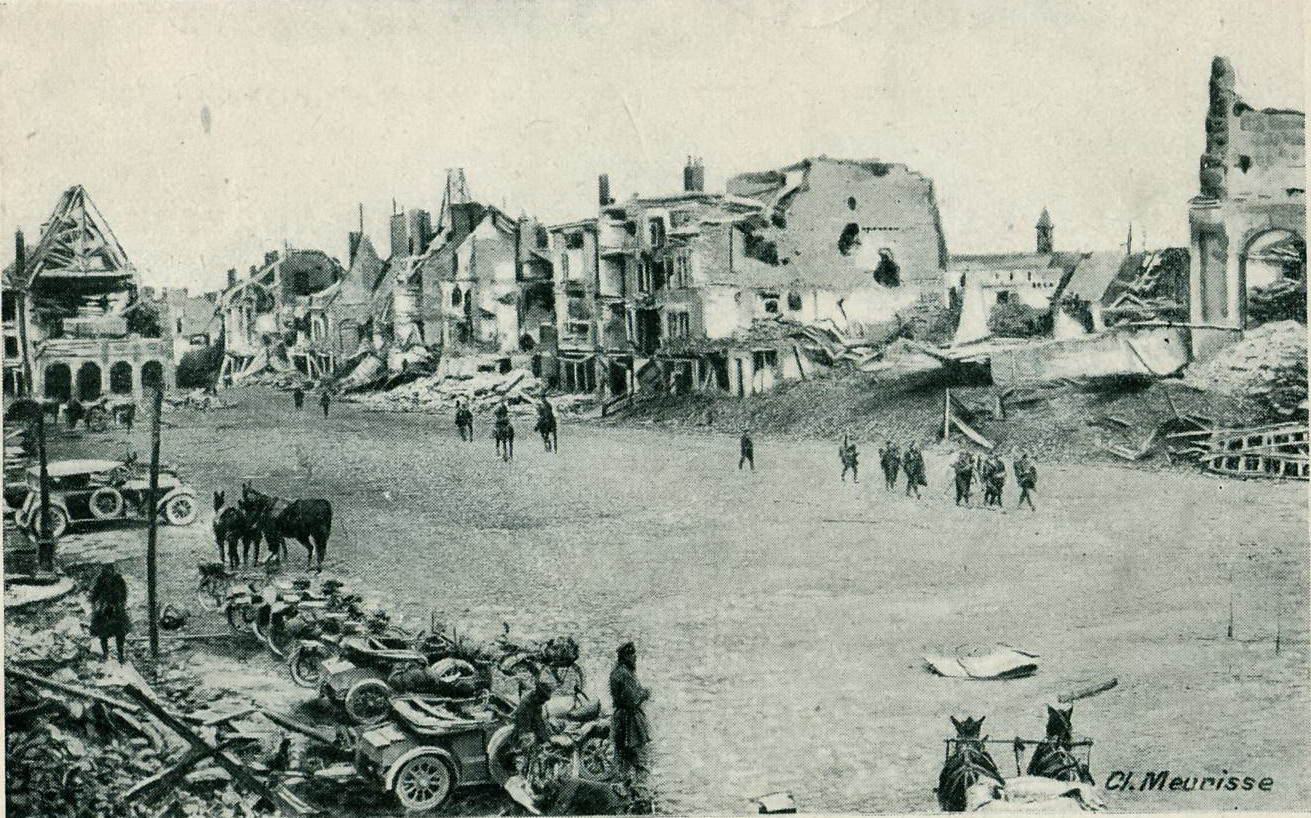
Les ruines de la Grande-Place de Péronne après la Première Guerre mondiale.
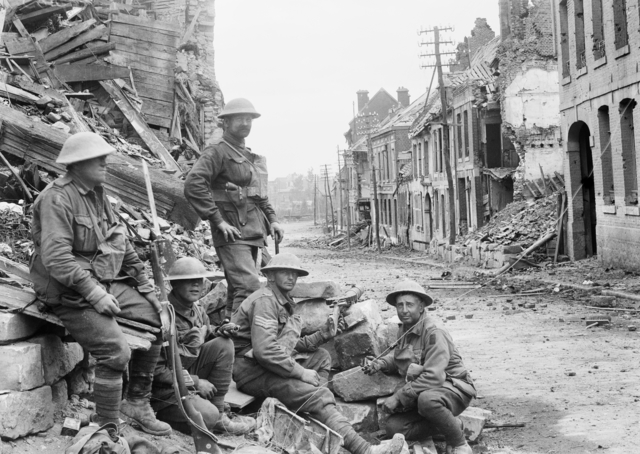
Soldats australiens après la bataille de Mont-Saint-Quentin.
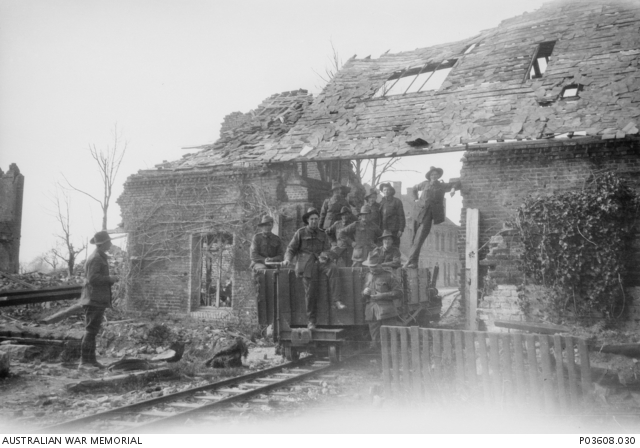
Soldats australiens dans Péronne.

Seconde Guerre mondiale
Le 17 mai 1940, lors de la Bataille de France, la ville est bombardée par l'aviation allemande. De nombreuses maisons du centre-ville sont incendiées. La ville est évacuée peu après.
Elle est libérée le 1er septembre 1944 par l'armée américaine. Au cours de la Seconde Guerre mondiale, 36 % des immeubles de la ville sont détruits. La ville est décorée de la Croix de guerre 1939-1945 avec étoile de bronze le 11 novembre 1948.
L'été 1992, a lieu l'ouverture de l'Historial de la Grande Guerre.

## Politique et administration
La commune a absorbé en 1963 celle de Mont-Saint-Quentin et en 1965 celle de Sainte-Radegonde.

### Intercommunalité
La ville est le siège de la communauté de communes de la Haute Somme recrée par la fusion avec d'autres intercommunalités le 31 décembre 2012.

### Rattachements administratifs et électoraux

#### Rattachements administratifs
La commune est le chef-lieu de l'arrondissement de Péronne du département de la Somme.
Elle était depuis 1793 le chef-lieu du canton de Péronne. Dans le cadre du redécoupage cantonal de 2014 en France, cette circonscription administrative territoriale a disparu, et le canton n'est plus qu'une circonscription électorale.

#### Rattachements électoraux
Pour les élections départementales, la commune fait partie depuis 2014 d'un nouveau canton de Péronne, porté de21 à 60 communes.
Pour l'élection des députés, elle fait partie depuis 1958 de la cinquième circonscription de la Somme.

### Intercommunalité
Péronne est le siège membre de la communauté de communes de la Haute Somme, un établissement public de coopération intercommunale (EPCI) à fiscalité propre  initialement créé fin 2000  (qui comptait 22 communes), et auquel la commune avait transféré un certain nombre de ses compétences, dans les conditions déterminées par le code général des collectivités territoriales.
Dans le cadre des prescriptions de la loi de réforme des collectivités territoriales du 16 décembre 2010, qui a prévu le renforcement et la simplification des intercommunalités et la constitution de structures intercommunales de grande taille, la communauté de communes du canton de Roisel et 15 communes issues de la communauté de communes du canton de Combles se sont intégrées le 31 décembre 2012 dans l'actuelle communauté de communes de la Haute Somme, qui, en 2023, regroupe 60 communes, dont Péronne est toujours le siège.

### Tendances politiques et résultats
Au second tour des élections municipales de 2014, la liste « Divers droite » (LDVD) conduite par Thérèse Dheygers arrive en tête avec 46,74 % des suffrages exprimés, soit 63 voix d'avance sur la liste « Divers gauche » (LDVG) conduite par Valérie Kumm, maire sortante, avec 45,0 % et en troisième position, la liste « Front national » (LFN) conduite par Mathieu Huguet avec 8,25 %,.
Lors du second tour des élections municipales de 2020, la liste menée par Gautier Maes (SE) obtient la majorité des suffrages exprimés (39,61 %, 1 004 voix), devançant de 24 voix celle menée par Valérie Krumm (maire lors de la mandature 2008-2014, Div G, 38,62 %, 979 voix) et celle de la maire sortante Thérèse Dheygers (Div D, 21,78 %, 552 voix) lors d'un scrutin marqué par 52,94 % d'abstention.

### Administration municipale
Le nombre d'habitants au dernier recensement étant compris entre 5 000 et 9 999, le nombre de membres du conseil municipal est de 29.

### Liste des maires
Depuis 1944, huit maires se sont succédé :
| Période          | Période                     | Identité           | Étiquette    | Qualité |
| ---------------- | --------------------------- | ------------------ | ------------ | --- |
| 2 septembre 1944 | 31 octobre 1947             | Émile Vermond,     | SFIO         | Négociant en vins et spiritueux à Péronne. Militant socialiste S.F.I.O., résistant Conseiller général de Péronne (1945-1951) Chevalier de la Légion d’honneur, croix de guerre avec étoile d’argent, médaille de la Résistance Président du comité local de Libération puis élu maire Nommé sous-préfet de Péronne le 1er septembre 1944, mais non installé |
| 31 octobre 1947  | mars 1971                   | Daniel Boinet      | Rad.         | Docteur en médecine Conseiller général de Péronne (1951 → 1970) Chevalier de la Légion d'honneur Croix de guerre. Officier d'Académie |
| mars 1971        | mars 1977                   | Jean Daudré        | Radical-RGR  | Commerçant, fils de Louis Daudré Conseiller général de Péronne (1970 → 1976) Conseiller régional de Picardie (1973 → 1977) |
| mars 1977        | mars 1989                   | Édouard Guilbeau,  | PCF          | Électricien Conseiller général de la Somme (1976 → 1982) |
| mars 1989        | mars 2008                   | Jean-Pierre Viénot | RPR puis UMP | Professeur retraité de physique-chimie au lycée Pierre-Mendès-France de Péronne Conseiller régional de Picardie (1998 → 2004) |
| mars 2008        | avril 2014                  | Valérie Kumm       | PS           | Professeure en lycée professionnel en lettres et histoire-géographie puis proviseure-adjointe de lycée Conseillère municipale de Gaudiempré (1989 → avant 2001) .) Conseillère régionale Picardie (2004 → 2015) Vice-présidente du Conseil régional de Picardie (2008 → 2015) Conseillère départementale de Péronne (2021 → )                               |
| avril 2014       | juillet 2020                | Thérèse Dheygers   | UDI          | Enseignante retraitée |
| juillet 2020     | En cours (au 14 avril 2023) | Gautier Maes       | DVG          | Professeur de philosophie Vice-président de la CC de la Haute-Somme (2020 → ) |

### Distinctions et labels
Classement au concours des villes et villages fleuris : trois fleurs récompensent en 2015 les efforts locaux en faveur de l'environnement.
Péronne a été élue Terre de jeux pour le JO de Paris en 2024[réf. nécessaire]
Péronne est première du département pour les villes de 5 à 10 000 habitants au classement 2021 des Villes et villages où il fait bon vivre[réf. nécessaire].

### Jumelages
Au 18 novembre 2014, Péronne est jumelée avec :
- Altena (Westphalie) (Allemagne) depuis 1967 ;
- Blackburn (Royaume-Uni) depuis 1970 ;
- Salobreña (Espagne) depuis 1992.

## Équipements et services publics

### Enseignement
Péronne est située dans l'académie d'Amiens.
La commune dispose en 2024 de trois écoles maternelles et trois écoles élémentaires communales : l'école du Centre, de la Chapelette et du mont Saint-Quentin. Elle accueille une école maternelle et une école élémentaire privées : l'école du Sacré-Coeur.
Elle dispose aussi de deux collèges : le collège public Béranger et le collège privé du Sacré-Cœur. La région gère trois lycées : le lycée Pierre-Mendès-France (lycée général et lycée professionnel), le lycée professionnel agricole de la Haute-Somme, le lycée privé du Sacré-Cœur (lycée général et lycée professionnel).

### Santé
En 2024, la ville de Péronne dispose d'un centre hospitalier avec maternité et plateau chirurgical.
Cependant, le 11 janvier 2024, la maternité n'assure plus les accouchements faute de personnel.

### Justice, sécurité, secours et défense
La Gendarmerie Nationale est présente depuis 1720 sur la commune de Péronne. Cette dernière est le siège de la compagnie de gendarmerie départementale de Péronne qui est responsable de 212 communes, 1 500 km2.  Près de 150 militaires relèvent de cet échelon qui correspond à l'arrondissement administratif de Péronne. Son siège initialement situé rue Saint-Fursy/ rue Maurice Devillers a éte transféré en 2020 avenue des Australiens.
La communauté de brigades de Péronne (comprenant les brigades de proximité chef-lieu de Péronne et la brigade de proximité de Roisel), le peloton de surveillance et d'intervention de Péronne et la brigade de recherches de Péronne sont également installées sur la commune.
Les communauté de brigades de Chaulnes (comprenant les brigades de proximité de Chaulnes, Nesle et Rosières-en-Santerre), d'Albert (comprenant les brigades de proximité d'Albert, Bray-sur-Somme et Acheux-en-Amiénois) et la brigade territoriale de Ham ainsi que le peloton de surveillance et d'intervention d'Albert dépendent de la compagnie de gendarmerie départementale de Péronne.
Le 1er septembre 2003, à la suite de la fin du régime de police d'Etat, la zone de police d'Albert a été transférée au profit de la zone gendarmerie.Transfert de zone de compétence
Au niveau judiciaire, Péronne relève du conseil de prud'hommes de Péronne, de la cour administrative d'appel de Douai, de la cour d'appel d'Amiens, de la cour d'assises de la Somme, du tribunal administratif d'Amiens, du tribunal de proximité de Péronne, du tribunal de commerce d'Amiens, du tribunal judiciaire d'Amiens, du tribunal paritaire des baux ruraux de Péronne et du tribunal pour enfants d'Amiens.
Péronne accueillait un tribunal pour lequel l'État acheta en 1874 deux toiles au peintre Charles-Henri Michel intitulées : L'Hiver et Le Christ en Croix. Celui-ci, détruit pendant la Première Guerre mondiale, n'est reconstruit qu'en 1932 à son emplacement actuel rue Saint-Fursy, à la place de l'ancienne prison de Péronne, elle-même érigée sur l'emplacement de la collégiale Saint-Fursy. Une réforme engagée par Raymond Poincaré avait déjà supprimé le tribunal d'arrondissement de Péronne en 1926 mais il est réinstallé dès 1930. Le tribunal de grande instance de Péronne, apparu en 1958, a été supprimé en 2010 à la suite de la réforme de la carte judiciaire portée par la ministre de la Justice Rachida Dati. Le tribunal d'instance a subsisté dans les locaux jusqu'en 2020 puis est devenu tribunal de proximité après la réforme issue de la loi de programmation pour la Justice. Toujours en activité, tout comme le conseil de prud'hommes hébergé dans les mêmes locaux, le tribunal de Péronne juge aujourd'hui des contentieux essentiellement civils.

## Population et société
Les habitants sont appelés les Péronnais ou les Péronnaises.

### Démographie

#### Évolution démographique
L'évolution du nombre d'habitants est connue à travers les recensements de la population effectués dans la commune depuis 1793. Pour les communes de moins de 10 000 habitants, une enquête de recensement portant sur toute la population est réalisée tous les cinq ans, les populations de référence des années intermédiaires étant quant à elles estimées par interpolation ou extrapolation. Pour la commune, le premier recensement exhaustif entrant dans le cadre du nouveau dispositif a été réalisé en 2006.

En 2022, la commune comptait 7 139 habitants, en évolution de −6,41 % par rapport à 2016 (Somme : −1,26 %, France hors Mayotte : +2,11 %).
| 1793  | 1800  | 1806  | 1821  | 1831  | 1836  | 1841  | 1846  | 1851  |
| ----- | ----- | ----- | ----- | ----- | ----- | ----- | ----- | ----- |
| 3 680 | 3 706 | 3 634 | 3 707 | 3 802 | 4 119 | 4 132 | 4 294 | 4 887 |

| 1856  | 1861  | 1866  | 1872  | 1876  | 1881  | 1886  | 1891  | 1896  |
| ----- | ----- | ----- | ----- | ----- | ----- | ----- | ----- | ----- |
| 4 437 | 4 445 | 4 262 | 4 174 | 4 370 | 4 696 | 4 759 | 4 746 | 4 816 |

| 1901  | 1906  | 1911  | 1921  | 1926  | 1931  | 1936  | 1946  | 1954  |
| ----- | ----- | ----- | ----- | ----- | ----- | ----- | ----- | ----- |
| 4 661 | 4 525 | 4 691 | 3 185 | 4 314 | 4 289 | 4 346 | 4 012 | 4 446 |

| 1962  | 1968  | 1975  | 1982  | 1990  | 1999  | 2006  | 2011  | 2016  |
| ----- | ----- | ----- | ----- | ----- | ----- | ----- | ----- | ----- |
| 5 081 | 7 146 | 8 568 | 9 129 | 8 497 | 8 380 | 8 218 | 7 796 | 7 628 |

| 2021  | 2022  | - | - | - | - | - | - | - |
| ----- | ----- | - | - | - | - | - | - | - |
| 7 291 | 7 139 | - | - | - | - | - | - | - |

La commune a fusionnée avec la commune de Mont-Saint-Quentin. Après une forte croissance de sa population dans les années 1960-1970, la ville connaît un déclin démographique depuis les années 1980 et la désindustrialisation.

#### Pyramide des âges
En 2018, le taux de personnes d'un âge inférieur à 30 ans s'élève à 33,0 %, soit en dessous de la moyenne départementale (36,4 %). À l'inverse, le taux de personnes d'âge supérieur à 60 ans est de 31,6 % la même année, alors qu'il est de 26,0 % au niveau départemental.
En 2018, la commune comptait 3 461 hommes pour 4 134 femmes, soit un taux de 54,43 % de femmes, largement supérieur au taux départemental (51,49 %).
Les pyramides des âges de la commune et du département s'établissent comme suit.
| Hommes | Classe d’âge | Femmes |
| ------ | ------------ | ------ |
| 1,2    | 90 ou +      | 3,5    |
| 8,7    | 75-89 ans    | 13,8   |
| 17,5   | 60-74 ans    | 17,9   |
| 19,2   | 45-59 ans    | 20,2   |
| 16,4   | 30-44 ans    | 14,9   |
| 18,5   | 15-29 ans    | 15,4   |
| 18,5   | 0-14 ans     | 14,4   |

| Hommes | Classe d’âge | Femmes |
| ------ | ------------ | ------ |
| 0,6    | 90 ou +      | 1,8    |
| 6,7    | 75-89 ans    | 9,4    |
| 17,2   | 60-74 ans    | 18,1   |
| 19,8   | 45-59 ans    | 19,1   |
| 18,2   | 30-44 ans    | 17,5   |
| 19,4   | 15-29 ans    | 18     |
| 18,2   | 0-14 ans     | 16,2   |

### Manifestations culturelles et festivités
Le Rideau d'Arlequin est une troupe théâtrale dirigée par Anne-Marie Laforez qui produit régulièrement des spectacles à Péronne depuis plusieurs décennies.
Tous les ans au mois de janvier, à l'espace Mac-Orlan, se déroule le Salon du Livre.
De nombreuses associations ont participé, les 12 et 13 septembre 2009, à la commémoration du 800e anniversaire de la charte communale.
Fondée en 1985, la « Société des peintres et amateurs d'art de Péronne et sa région » est l'héritière de l'association La Croûte fondée en 1926 qui réunissait des artistes péronnais et des amateurs d'art. Mise en sommeil pendant la Seconde Guerre mondiale et jusqu'aux années 1960, l'association renaît en 1973. Elle organise des expositions, des conférences, des concours de dessins.
La S.P.A.A.P.R., depuis sa création, organise chaque année, plusieurs manifestations culturelles et remet des récompenses :
- le Salon d'automne ;
- le Salon du petit format, depuis 1997, en mars, qui met également à l'honneur une œuvre du musée Alfred-Danicourt ;
- Le Printemps des arts, manifestation de grande ampleur qui associe des artistes amateurs et professionnels, des photographes, la Société archéologique de la région de Péronne, l'Office de tourisme, les commerçants, le public scolaire… pendant deux semaines.

### Sports et loisirs
L'intercommunalité a réalisé en 2017 le centre aquatique O2 Somme de Péronne.
La commune se dote en 2019 d'un skatepark au bout de la rue Saint-Denis qui remplace celui détruit lors de la construction du centre aquatique O2 Somme.

#### Handball

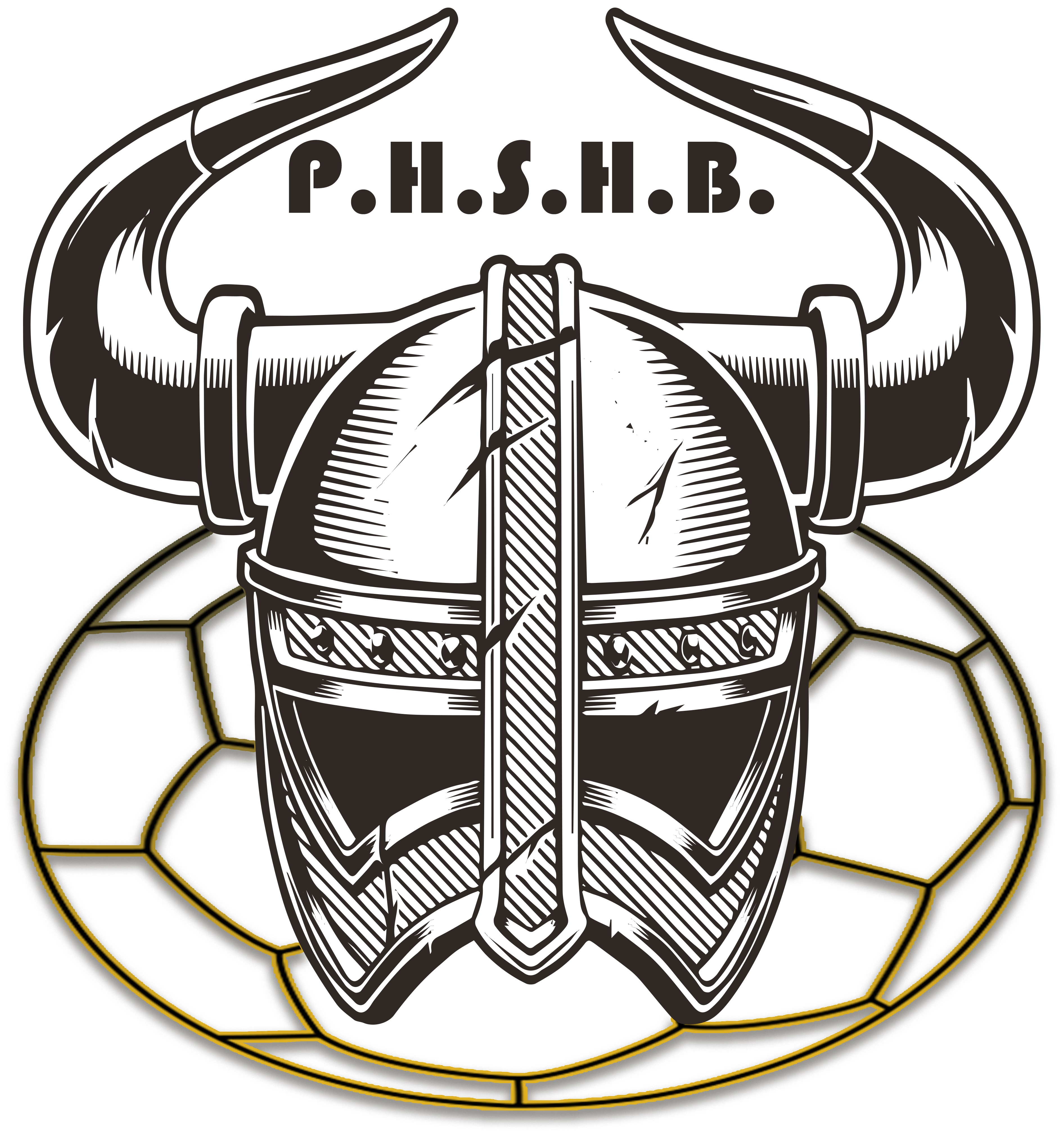
Logo du PHSHB.

Le club Péronne Haute Somme Handball, en abrégé le « PHSHB », est affilié à la Fédération française de handball. Il est rattaché à la Ligue des Hauts-de-France de handball  et au Comité de la Somme.
La structure propose des sections sportives diverses, partant du BabyHand (dès 3 ans) aux seniors, en féminin et masculin.
Une section HandFit ainsi qu'une école d'arbitrage ouvrent lors de la saison 2019-2020.
Une section Hand-Loisir est lancée lors de la saison 2020-2021.
Les dirigeants du PHSHB travaillent en collaboration avec le comité départemental Handisport de la Somme et la Ligue des Hauts-de-France de handball afin d'ouvrir une section Hand'Ensemble à Péronne. Le Hand’Ensemble est une activité adaptée du handball pour les personnes en situation de handicap, de tous âges. La Fédération française de handball est donc l’une des seules fédérations de sport collectif qui intègre une pratique destinée aux personnes en situation de handicap au sein même de ses structures (clubs, comités, ligues).
Le 30 mai 2019, le club a été sélectionné pour accueillir les Inter-Comités régionaux (féminin et masculin) « Génération 2006 ». Cette compétition, regroupant plus de 250 participants, s'est déroulée simultanément à Péronne sur deux sites, en salle Béranger pour la compétition féminine et au gymnase municipal pour la compétition masculine.
Les 17 et 18 juin 2023, le club organise les finales de la coupe de la Somme de handball. Des matchs des catégories moins de 11 ans jusqu'aux séniors, féminin et masculins, se déroulent à la Salle Béranger.

#### Espace Patrick-Dupond
Un centre culturel et sportif regroupant plusieurs salles permettant l’exercice d’activités diverses (gymnastique, danse, karaté, musique…) est implanté sur la partie nord-ouest de la commune, avenue de l’Europe. Il a été renommé « Espace Patrick-Dupond » en 2013, en présence du danseur étoile. À l’intérieur de cet espace, la salle réservée à la danse porte le nom de la danseuse étoile Michelle Berry qui a habité le hameau de Halles, dans la commune, et organisé chaque année le concours chorégraphique de Péronne.

### Cultes
Le territoire de la commune dépend de la paroisse catholique Saint-Jean-Baptiste au sein du secteur du Vermandois dans le diocèse d'Amiens. Cette paroisse dispose à Péronne d'un lieu de culte : l'église Saint-Jean-Baptiste.

## Économie

### Revenus de la population et fiscalité
En 2011, le revenu fiscal médian par ménage était de 21 287 €, ce qui plaçait Péronne au 29 944e rang parmi les 31 886 communes de plus de 49 ménages en métropole.
En 2009, 60,9 % des foyers fiscaux n'étaient pas imposables.

### Budget et fiscalité 2020
En 2020, le budget de la commune était constitué ainsi :
- total des produits de fonctionnement : 10 794 000 €, soit 1 387 € par habitant ;
- total des charges de fonctionnement : 9 743 000 €, soit 1 252 € par habitant ;
- total des ressources d'investissement : 2 433 000 €, soit 312 € par habitant ;
- total des emplois d'investissement : 2 411 000 €, soit 310 € par habitant ;
- endettement : 9 176 000 €, soit 1 179 € par habitant.

Avec les taux de fiscalité suivants :
- taxe d'habitation : 30,56 % ;
- taxe foncière sur les propriétés bâties : 17,69 % ;
- taxe foncière sur les propriétés non bâties : 33,18 % ;
- taxe additionnelle à la taxe foncière sur les propriétés non bâties : 0,00 % ;
- cotisation foncière des entreprises : 0,00 %.

Chiffres clés Revenus et pauvreté des ménages en 2019 : médiane en 2019 du revenu disponible, par unité de consommation : 17 980 €.

### Emploi
En 2009, la population âgée de 15 à 64 ans s'élevait à 4 810 personnes, parmi lesquelles on comptait 67,8 % d'actifs dont 53,6 % ayant un emploi et 14,2 % de chômeurs.
On comptait 5 448 emplois dans la zone d'emploi, contre 5 808 en 1999. Le nombre d'actifs ayant un emploi résidant dans la zone d'emploi étant de 2 597, l'indicateur de concentration d'emploi est de 209,8 %, ce qui signifie que la zone d'emploi offre plus de deux emplois par habitant actif.

### Entreprises et commerces
Au 31 décembre 2010, Péronne comptait 821 établissements : 16 dans l’agriculture-sylviculture-pêche, 39 dans l'industrie, 37 dans la construction, 580 dans le commerce-transports-services divers et 149 étaient relatifs au secteur administratif.
En 2011, 50 entreprises ont été créées à Péronne, dont 22 par des autoentrepreneurs.
Péronne était le siège de la Chambre de commerce et d'industrie de Péronne qui gère le port de Péronne et le camping. Depuis 2009, cette chambre de commerce a fusionné avec celle d'Amiens.
L'aérodrome de Péronne est situé sur les communes d'Estrées-Mons et de Monchy-Lagache. Il accueille un aéroclub et le Centre de Parachutisme Paris Péronne Haute Somme, le CPPHS, un centre très actif en raison de la proximité de Paris.

## Culture locale et patrimoine

### Lieux et monuments
Péronne est une des destinations phares du tourisme de mémoire en lien avec la Grande Guerre, de nombreux Anglo-Saxons visitent chaque année la ville et sa région.
Nichée au cœur de la vallée de la Somme, entre étangs et champs de grandes cultures, la ville est connue comme le paradis des pêcheurs et des chasseurs.
La commune compte trois monuments répertoriés à l'inventaire des monuments historiques et quinze lieux et monuments répertoriés à l'inventaire général du patrimoine culturel. Par ailleurs, elle compte neuf objets répertoriés à l'inventaire des monuments historiques et trois objets répertoriés à l'inventaire général du patrimoine culturel.

#### Le château
Le château fort de Péronne accueille l'Historial de la Grande Guerre, musée spécialisé dans l’histoire de la Première Guerre mondiale. Au sein du château, les ruines des trois tours subsistantes et des courtines qui les relient sont classées monument historique depuis le 22 mars 1924.
À la fin du XIIe siècle, le roi Philippe Auguste fit construire les quatre tours que l'on voit encore aujourd'hui. C'est dans ce château que logea Louis XI, lors de son entrevue avec Charles le Téméraire en 1468, comme l'indique Philippe de Commynes, chroniqueur du duc de Bourgogne. Le donjon fut détruit pendant le siège de 1536.
À l'intérieur des bâtiments, des caves voûtées ont pu servir de prison ; des salles voûtées se trouvent dans les tours.
Détruit en partie pendant la Première Guerre mondiale, le château est restauré et accueille depuis 1992 l'Historial de la Grande Guerre.
Installé dans un bâtiment jouxtant l'ancien château médiéval, aujourd'hui propriété du département, c'est un musée consacré à l'histoire de la Première Guerre mondiale. L'édifice, construit en 1992, est l’œuvre de l'architecte Henri Ciriani, qui a conçu un parcours muséographique mettant en relation le front et l'arrière, axé sur la présentation comparative de trois points de vue de pays belligérants (Allemagne, France, Royaume-Uni). Le bâtiment est caractérisé par la blancheur de son béton ponctué de petits cylindres, symbolisant des tombes militaires. Une salle est consacrée aux eaux-fortes du peintre allemand Otto Dix.

#### Anciennes fortifications
Les anciennes fortifications sont composées de plusieurs éléments :
- la porte de Bretagne, dans la partie nord-ouest de la commune, construite en brique et pierre, est composée de deux pavillons rectangulaires qui se font face. Le pont-levis est toujours en place et en état de marche. Cette porte est prolongée par des fortifications reconstruites de 1647 à 1652. On peut encore voir le Bastion royal et une série de défenses : cavaliers, demi-lunes, chicanes du XVIIe siècle[92]. La porte de Bretagne a été restaurée après la Première Guerre mondiale. Elle est classée monument historique (pavillons extérieur et intérieur avec le passage les reliant) depuis le 23 février 1925 ;
- les vestiges des fortifications qui entourent la porte de Bretagne sont classés monument historique depuis le 8 mars 1944[94].

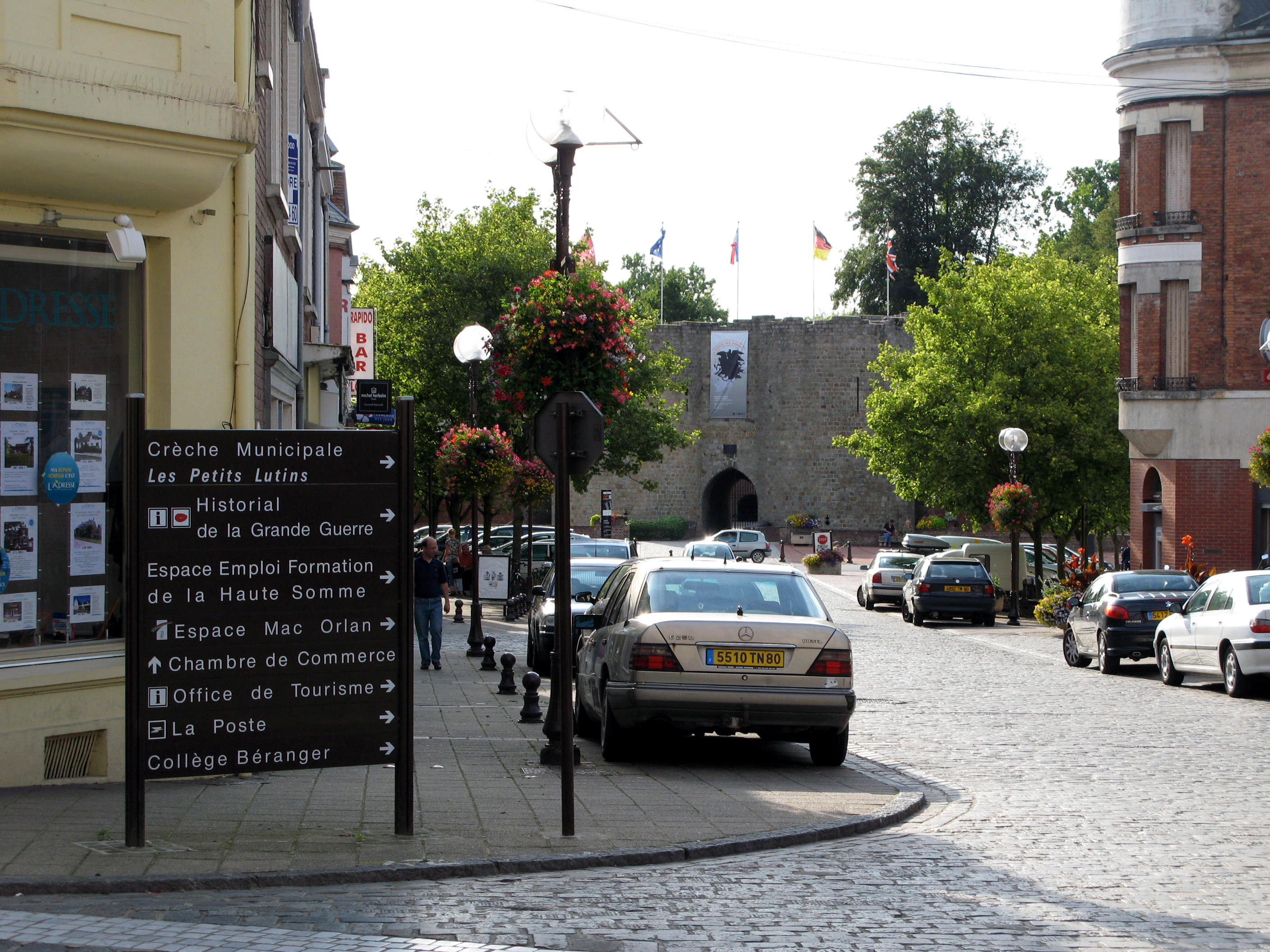
La rue Louis-XI débouche sur l’Historial, aménagé dans l’enceinte du château fort.

#### Hôtel de ville
La commune de Péronne est dotée d'un hôtel de ville dès 1293 qui est surmonté d'un beffroi dès l'origine. L'édifice est reconstruit en 1509 puis réparé après le siège de 1536 grâce aux libéralités de François Ier. La façade est alors ornée de salamandres sculptées avec la devise du roi « nutrisco et exstinguo » datant de 1583. Le bâtiment est modifié à la fin du XVIIIe siècle.
Le bailliage était situé juste à côté de l'hôtel de ville, sur la Grand-Place avec une façade de style Renaissance. Le bâtiment est composé d'une galerie à l'étage qui abrite aujourd'hui la bibliothèque municipale. La façade s'écroule en 1701, et Louis XIV la fait relever en 1704. En son honneur, le fronton est orné d'un soleil en plomb doré avec la devise du Roi Soleil : « Nec pluribus impar ». En 1866, un clocheton et une horloge à plusieurs cadrans sont placés sur le toit. Détruit pendant la Première Guerre mondiale, l'édifice est reconstruit à l'identique. Ce bâtiment fait désormais partie de l'hôtel de ville.

#### Musée Alfred-Danicourt
Le musée Alfred-Danicourt est actuellement installé dans les locaux de l'hôtel de ville, comme à sa création. Il a été fondé en 1877 par Alfred Danicourt, alors maire ; ce dernier fait don de ses collections à la ville de Péronne, à sa mort en 1887. 
On y trouve l'une des plus belles collections de monnaies gauloises connues, de l'orfèvrerie antique, du mobilier funéraire mérovingien, des outils et armes de silex préhistoriques et quelques beaux exemples de la peinture picarde des XIXe et XXe siècles.
C'est le seul musée de la Somme à avoir été détruit par les combats et pillé par les troupes allemandes entre 1914 et 1918. Il perd alors 95 % de ses collections. Seuls quelques trésors archéologiques sont sauvés par le conservateur qui les enterre à l'arrivée des Allemands en août 1914. Ces trésors sont à nouveau soustraits au pillage en 1941. Le musée n'a repris place dans l'hôtel de ville qu'après 1955 à la seconde reconstruction du bâtiment.

#### Bibliothèque municipale
Créée en 1863 par Antoine Dehaussy de Robécourt, et par M. Dournel de Bonnival, elle s'est enrichie de dons, comme celui fait par Alfred Danicourt, ancien maire de Péronne, qui, outre ses collections d'objets anciens, lègue sa bibliothèque personnelle à sa ville natale. En 1880, une salle de l'hôtel de ville est spécialement aménagée pour accueillir les collections. En 1914, la bibliothèque compte plus de 4 000 volumes. Malheureusement, la Première Guerre mondiale n'épargne pas la bibliothèque. 
Grâce à la générosité des bibliothèques avoisinantes et aux dons de particuliers comme celui de Paul Caron, la bibliothèque de Péronne peut être reconstituée. Elle conserve aujourd'hui, outre des ouvrages littéraires, de nombreux ouvrages sur l'Histoire locale.
1 416 ouvrages constituent le fonds ancien et régional. Le livre le plus ancien conservé à la bibliothèque date de 1569 : il s'agit de Coustumes du Gouvernement de Péronne, Montdidier et Roye, (volume enluminé), une donation de M. Lacheu à la ville de Péronne en 1864. Le Journal le plus ancien conservé à la bibliothèque est : La Gazette de Péronne, 1890.
Le fonds Pierre Mac Orlan a été constitué en 2010, pour le quarantième anniversaire de la mort de l'écrivain, natif de Péronne.

#### Église Saint-Jean-Baptiste de Péronne

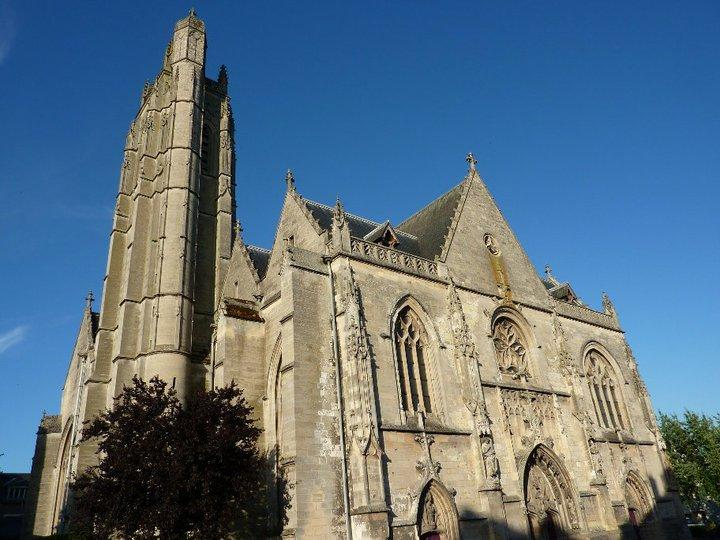
Façade principale de l'église Saint-Jean-Baptiste.

L'église Saint-Jean est classée monument historique, depuis le 13 décembre 1907,.
Détruite presque totalement pendant la Première Guerre mondiale, puis très partiellement en 1944, sa façade de style gothique flamboyant est restée debout. Elle recèle une peinture murale du XVIIe siècle : La bonne mort. Péronne la catholique possédait sept paroisses avant la Révolution.

#### Chapelle Notre-Dame-des-Victoires de Halles
Dans le hameau de Halles, cette chapelle fut édifiée au XIXe siècle en briques. Son propriétaire Jean-Louis Leleu en fit don en 1853 pour qu'elle serve de chapelle de secours à la population qui n'avait ainsi plus à se déplacer pour entendre la messe. Délabrée par les ans, la municipalité de Péronne décide sa démolition en 1979. La mobilisation des habitants empêche la destruction. Depuis 2001, sa restauration est achevée.

#### Statue de Marie Fouré
La ville éleva trois statues à son héroïne, qui symbolise la résistance des habitants face aux troupes de Charles Quint lors du siège de 1536 : les deux premières en bronze, datées de 1897 puis 1928, et une troisième en pierre furent fondues ou volées par les Allemands pendant les deux guerres mondiales. En 1996, une nouvelle statue, œuvre du sculpteur Michel Bonnand, a été placée devant l'église, le drapeau arraché aux Espagnols contre son épaule…

#### Monuments aux morts
- Monument du marin Delpas rappelant la défense de la ville et sa chute lors du siège par les Prussiens à lors de la Guerre franco-allemande de 1870. Sculpture d'Albert Roze de 1933.
- Monument aux morts, œuvre de l'architecte Louis Faille, la statue « Picardie maudissant la guerre », représente une femme picarde dressant le poing au-dessus du corps de son fils ou mari tué à la guerre est de Paul Auban. Ce groupe fut inspiré d'une sculpture réalisée la même année par l'artiste, intitulée « L'Épave », exposée Square Maurice-Schwob à Nantes[104]), deux bas-reliefs en bronze sont de Paul Theunissen. L'un représente l'action héroïque de Marie Fouré lors du siège et 1536, l'autre les poilus de la Grande Guerre. Le monument a été inauguré le 20 juin 1926.
- Monument à la 2e division australienne, sur la route de Bapaume rappelle la prise héroïque du village de Mont-Saint-Quentin (aujourd'hui quartier de Péronne) par les soldats australiens en 1918.

- Mémorial départemental aux anciens combattants d'Afrique du Nord, conçu et réalisé par Luc Bobeuf, marbrier à Péronne et son équipe ; inauguré le 13 novembre 2011.

#### Cimetières militaires britanniques
- Cimetière militaire britannique de Péronne (Communal cemetery extension)
- Cimetière militaire britannique de La Chapelette - La Chapellette British And Indian Cemetery

#### Le Cam
Le Cam est une promenade ombragée qui serpente autour d'un étang situé au pied du château et de l'Historial de la Grande Guerre. Un théâtre de verdure complète cet aménagement.

#### Le marais de Halles
Le marais de Halles a été sauvé de la disparition totale en 1993. D'une superficie de 8 ha, il est entretenu par une association en partenariat avec le Conservatoire d'espaces naturels de Picardie. Il est répertorié en tant que Zone naturelle d'intérêt écologique, faunistique et floristique [ZNIEFF) continentale de type 1 n° n° 220 030 015.
Le marais de Halles est composé d'une petite mosaïque de milieux humides comprenant essentiellement des prairies pâturées par des chevaux ainsi que des mares et dépressions humides, des cariçaies. Dans les 5 ha restants du marais, on rencontre certaines plantes rares comme l'ache rampante etc.

#### Via Francigena
- La via Francigena qui part de Canterbury (Royaume-Uni) pour rallier Rome passe à Péronne[106].

### Personnalités liées à la commune

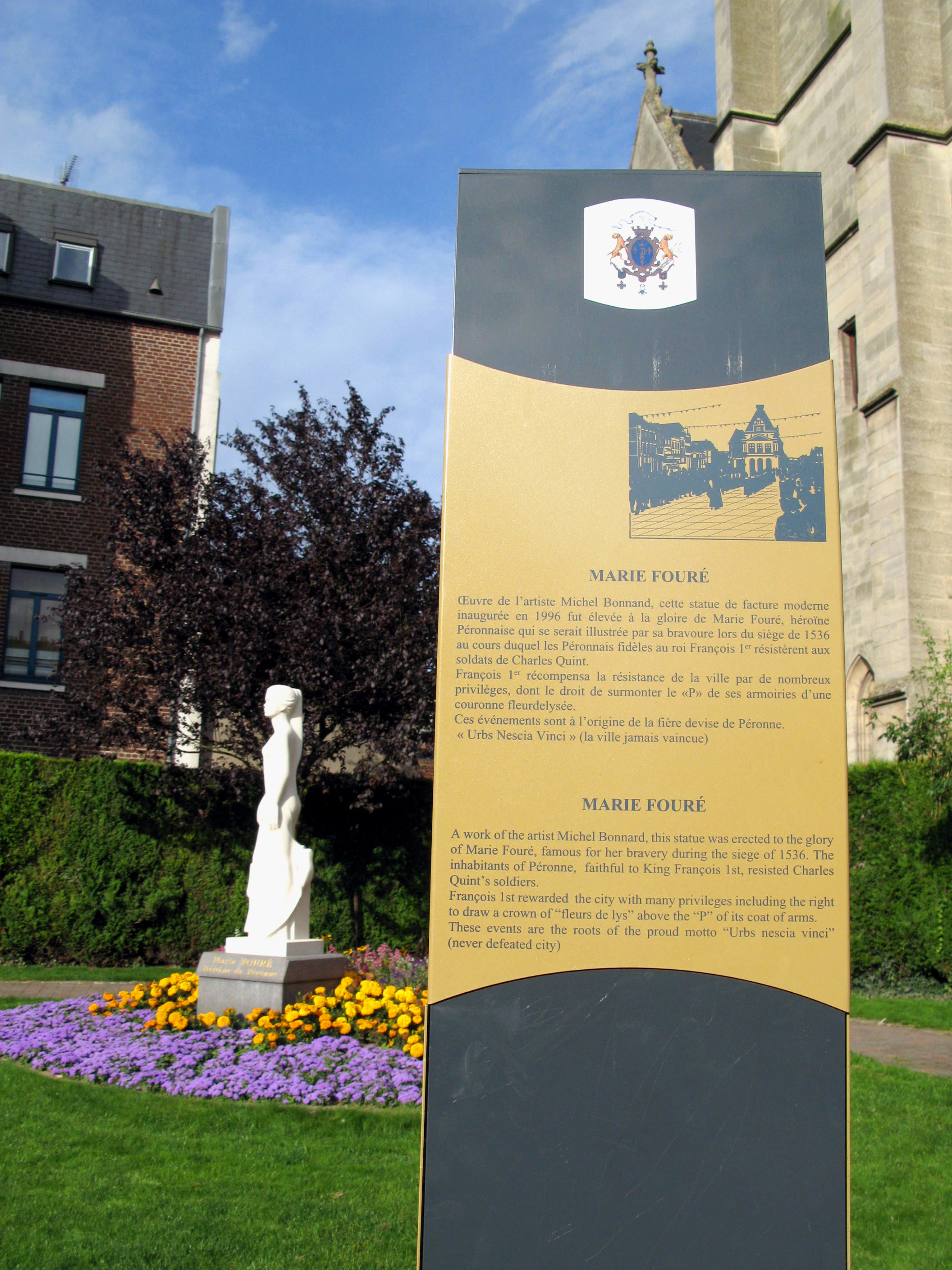
Statue de Marie Fouré à l'angle de l'église Saint-Jean-Baptiste.

Une liste de personnalités liées à la commune figure ci-dessous, classées chronologiquement selon leur date de naissance.

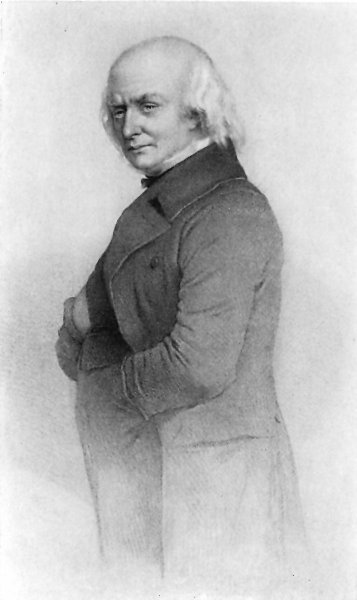
Pierre-Jean de Béranger, chansonnier populaire en son temps, avait grandi à Péronne.

- Radegonde de Poitiers (vers 520 - 587), reine des Francs, fondatrice et abbesse de l'abbaye Sainte-Croix de Poitiers. Radegonde semble n’avoir eu aucun désir de devenir reine des Francs, car elle aurait tenté de s’enfuir mais, résidant à Athies, fut rattrapée dans les alentours de Péronne.
- Fursy de Péronne, devenu « saint Fursy » (567-648), saint patron de la ville[107].
- Ultan de Fosses (VIe – VIIe siècle), premier abbé de l'abbaye du Mont-Saint-Quentin[108].
- Charles III le Simple (879-929), roi de France, mort à Péronne.
- Mathieu d'Escouchy (1420-1482), échevin puis prévôt de Péronne, chroniqueur de Philippe le Bon puis de Louis XI.
- Louis XI (1423-1483), roi de France, signataire du traité de Péronne (1468), a été retenu dans le château de Péronne.
- Charles le Téméraire (1433-1477), duc de Bourgogne, signataire du traité de Péronne (1468).
- Robert III de La Marck (1491-1536), duc de Bouillon, seigneur de Sedan, maréchal de France, commandant de la place de Péronne pendant le siège de 1536.
- Catherine de Poix, dite « Marie Fouré » (XVIe siècle), héroïne du siège de 1536.
- Catherine Levesque (1616 ou 1617-1693), dramaturge, poétesse et historienne, née à Péronne.
- Jacques Longueval (1680-1735), jésuite, érudit et historien de l'Église, né à Péronne.
- Louis-Charles Fougeret de Monbron (1706-1760), écrivain.
- Marie-Louis-Nicolas Pincepré de Buire (1730-1816), militaire et homme politique né à Péronne, député du tiers aux États généraux de 1789.
- François Firmin Ballue, homme politique, né le 4 octobre 1749 à Péronne et décédé le 16 mars 1807 à Amiens (Somme).
- Claude François Gonnet de Fiéville (1752-1815), homme politique né et décédé à Péronne, député de la Somme au Conseil des Anciens.
- Antoine Dehaussy de Robecourt (1755-1828), député, maire de Péronne, président du tribunal civil, baron d'Empire.
- Louis Fursy Henri Compère (1768-1833), général et comte d'Empire, né à Péronne.
- Pierre-Jean de Béranger (1780-1857), auteur de chansons, a passé une partie de son enfance et son adolescence à Péronne.
- Nicolas Félix Harlé, homme politique né le 3 avril 1788 à Péronne (Somme) et décédé le 15 août 1859 à Aizecourt-le-Haut (Somme).
- Auguste Dehaussy (1792-1862), artiste peintre, qui a créé une académie artistique à Péronne.
- Alexandre-Désiré Turquet (Bray-sur-Somme, 1799 - Péronne, 1871), prêtre, curé d'Harbonnières (1830) puis de Péronne (1843), auteur de Ephémérides religieuses de Péronne[109], chevalier de la Légion d'honneur.
- Hector Crinon (1807-1870), sculpteur et poète, a travaillé à Péronne.
- Jules Dehaussy (1812-1891), artiste peintre, né à Péronne, frère d'Auguste Dehaussy.
- Louis Debras (1819-1899), artiste peintre de genre, né à Péronne, qui a exposé à la Première exposition des peintres impressionnistes.
- Louis Alexandre Vinchon (1821-1884), né à Péronne, homme politique dans l'Aisne.
- Jean Antoine Dours (1824-1874), médecin et entomologiste spécialiste des abeilles, a vécu à Péronne après son mariage en 1854.
- Alfred Danicourt (1837-1887), collectionneur, maire de Péronne, bienfaiteur de la ville. Le musée de la ville porte son nom.
- François Vermond (1849-1899), homme politique, député de Seine-et-Oise de 1881 à 1885.
- Francis Tattegrain (1852-1915), peintre issu d’une longue lignée de magistrats et d’une des plus anciennes familles de Péronne, né dans la ville.
- Max Sainsaulieu (1870-1953), architecte, né à Péronne.
- Louis Leclabart (1876-1929), sculpteur et dessinateur né à Péronne.
- Pierre Dumarchey, dit Pierre Mac Orlan (Péronne, 1882 - Saint-Cyr-sur-Morin, 1970), écrivain, essayiste et poète.
- Bernard Comont (1924-2002), homme politique, né à Péronne, qui s'installa en Haute-Savoie.
- Yoland Lévèque (1937-2011), champion d'Europe de boxe anglaise, naquit à Mont-Saint-Quentin (commune depuis intégrée à celle de Péronne).
- Guillaume de Fonclare (né en 1968), écrivain, directeur de l'Historial de la Grande Guerre de janvier 2006 à décembre 2010.
- Fahid Ben Khalfallah (né à Péronne en 1982), footballeur international tunisien, a commencé au CAFC Péronne avant de jouer à l'Amiens SC.
- Automne Pavia (née à Péronne en 1989), judoka médaillée de bronze aux Jeux olympiques d'été de 2012 à Londres.
- Yanna Rivoalen, joueuse de rugby internationale (née en 1989 à Compiègne), enseignante à Péronne[110].

### Légendes et traditions
La mémoire orale a gardé le souvenir de plusieurs légendes péronnaises dont la Fosse Madame, le Mystère de Prusle et le Miracle des loups.

### Société archéologique de la région de Péronne
La Société archéologique de la région de Péronne est une société savante qui cherche à faire connaître le passé de Péronne et de ses environs par ses études et ses publications. Cette société archéologique a été dissoute le 31 décembre 2020 à la suite de la démission officielle de son président. Sur recommandation exprimée par lettre le 1er septembre 2021 concernant le devenir de cette société et plus précisément le rattachement de ses activités avec l’association Avenue-Pierre-Mac-Orlan — et en collaboration avec le musée Danicourt — une assemblée générale extraordinaire le 15 septembre 2021 s'est prononcée comme suit à savoir que la dissolution de la Société archéologique de la région de Péronne est actée et ses activités transférées à l’association Avenue-Pierre-Mac-Orlan ainsi que ses actifs.

### Péronne dans les arts et la culture
La ville de Péronne est le lieu où se déroule une intrigue policière dans l'ouvrage Voir Péronne et s'enfuir d'Hervé Dupont.
Dans le roman Guerre de Louis-Ferdinand Céline, le compagnon de Ferdinand, Cascade, y est fusillé pour avoir déserté son régiment.

### Héraldique
| Blason de Péronne (Somme) | Blason  | D'azur au « P » gothique couronné d'or accosté de deux fleurs de lis d'or, une troisième en pointe. . |
| Blason de Péronne (Somme) | Détails | Support : deux chiens griffons dressés (1729). Cimier : une pucelle tenant de sa dextre une épée et de sa senestre, un badelaire d'or sur lequel est inscrit la devise, issant d'une couronne murale. Devise : Urbs nescia vinci (i.e. ville ignorant la défaite ou ville inconnue, j'ai vaincu), adoptée en 1536. Ornements extérieurs : - Légion d'honneur : décernée par le décret du 3 octobre 1913, article 2 (extraits) : « [...] Au nombre des villes frontières qui, aux diverses époques de notre histoire, ont eu à subir les assauts de l'ennemi, il en est peu qui possèdent dans leurs annales des titres aussi glorieux que la ville de Péronne. Le siège mémorable qu'elle soutint en 1536 contre les Impériaux du comte de Nassau est devenu légendaire et suffirait à lui seul pour l'illustrer. Plus près de nous, le siège de 1870-1871, pendant lequel la ville de Péronne eut à supporter un bombardement des plus violents, constitue également des titres dont cette cité peut, à bon droit, s'enorgueillir. Il a donc paru qu'il convenait au gouvernement de la République de perpétuer le souvenir de ces événements mémorables en autorisant la ville de Péronne à ajouter à ses armoiries la croix de la Légion d'honneur. » [...]. - Croix de guerre 1914-1918 avec palme. Citation à l'ordre de l'armée du 24 août 1919 : « Cité qui, au cours de cette guerre, s'est montrée digne de son passé. Tombée dès les premières heures de la campagne sous le joug de l'envahisseur, délivrée en 1917, captive de nouveau en 1918, ayant vu la rage de l'ennemi détruire sur son territoire ce que le canon avait épargné, a mérité la reconnaissance du pays par la noblesse de son attitude. ». - Croix de guerre 1939-1945 avec étoile de bronze. Citation à l'ordre d u régiment du 11 novembre 1948 : « Ville à l'esprit magnifique et au patriotisme exemplaire. Point de passage important, particulièrement visé en mai 1940. A eu le tiers de ses habitations détruites, sept de ses fils tués et vingt autres touchés. Surmontant courageusement ses épreuves et sa douleur, s'est remise avec cœur et acharnement au travail ». Les armoiries de Péronne datent du rattachement définitif de la ville à la France sous Louis XI au XVe siècle. Cependant elles ont été modifiées en février 1537 par François Ier, qui, par lettres patentes (conservées aux archives municipales de Péronne), a permis à la ville d'ajouter à son blason une couronne fleurdelisée au-dessus du « P », en souvenir du siège soutenu victorieusement par les Péronnais contre les Impériaux, en 1536. Elles ont été confirmées par Louis XVIII, le 18 février 1815. |

## Pour approfondir